# ザ・ベストテン
『ザ・ベストテン』（英称：The Best Ten）は、1978年（昭和53年）1月19日から1989年（平成元年）9月28日までTBS系列で、毎週木曜日の21:00 - 21:54 （JST） に生放送されていた音楽番組。全603回放送。
1976年から1977年にかけて放送された『トップスターショー・歌ある限り』の後番組としてスタート。最高視聴率41.9%（ビデオリサーチ調べ、関東地区・世帯・リアルタイム） を記録した。愛称は『ベストテン』『ベッテン』『ザベテン』。第11回テレビ大賞優秀番組賞受賞。

## 概要
毎週生放送で独自の邦楽ランキング上位10曲をカウントダウン形式で発表し、ランキングされた曲を歌手が披露する音楽番組である。番組名はその趣旨からそのまま付けられた。
総合週刊誌の『サンデー毎日』に本番組のランキングが掲載されていた時期がある（1978年4月〜1983年1月）。

### ランキングの決定方法
レコード売り上げ（オリコン、ミュージック・ラボ、ミュージック・リサーチの3社のランキングを使用）・有線放送リクエスト（全国有線音楽放送協会のデータを使用）、ラジオ放送のリクエストチャート（当番組のネット局25局のうち、ラジオ兼営20局でのラジオ歌謡曲ベストテン番組の独自のチャートの総合ランキング）・番組に寄せられたはがきのリクエストを合わせたポイント制で決定。これらの要素別ランキングは番組冒頭の司会者のトーク中かVTRをバックにテロップ表示で発表していた。また、初期には「ラジオベストテン情報」として追っかけ中継とは別にラテ兼営の各系列局のスタジオから追っかけマン・追っかけウーマンが登場してその局のランキング番組に寄せられたリクエストチャートを発表するコーナーもあった。
番組開始時の配点比率は「レコード30：有線10：ラジオリクエスト20：はがきリクエスト40」とはがきのポイントが高く、レコードや有線で20位以内に入らない曲がベストテンに入ることもあった。だが、1979年2月に配点比率を「レコード30：有線10：ラジオ30：はがき30」に改めることがTBSから番組の中でなく週刊誌などを通じて周知された。これは「ハガキの筆跡が明らかに同じなのに名前が異なるハガキが多数見つかり、中には他人の名義を無断で借用するなど、一部ファンの組織票が目に余る状態になった」ことが理由とされている。
配点比率はその後も見直され、1981年から「レコード45：有線10：ラジオ21.9：リクエスト23.1」になり、1986年からは「レコード60：有線10：ラジオ10：リクエスト20」となったが、配点見直しの公式通知はなかった。
得点の計算方法は、各要素のランキング上位30曲に対し1位30点、2位29点…30位1点という形で得点を振った上で、前記の配点比率に従い合計が300点満点になるように倍率をかけ、最終的にその得点を加算してランキングを決定。番組では演出上の理由で33.33倍し9999点を満点として表示。
なお、レコードやCDが発売されてなくても、ハガキのリクエストがあればランキングに反映された。少年隊がレコードデビュー前にスポットライトで出演し披露した曲「あなたに今Good-by」が、翌週のハガキのランキングで10位になったことがある。

### 番組構成・セット

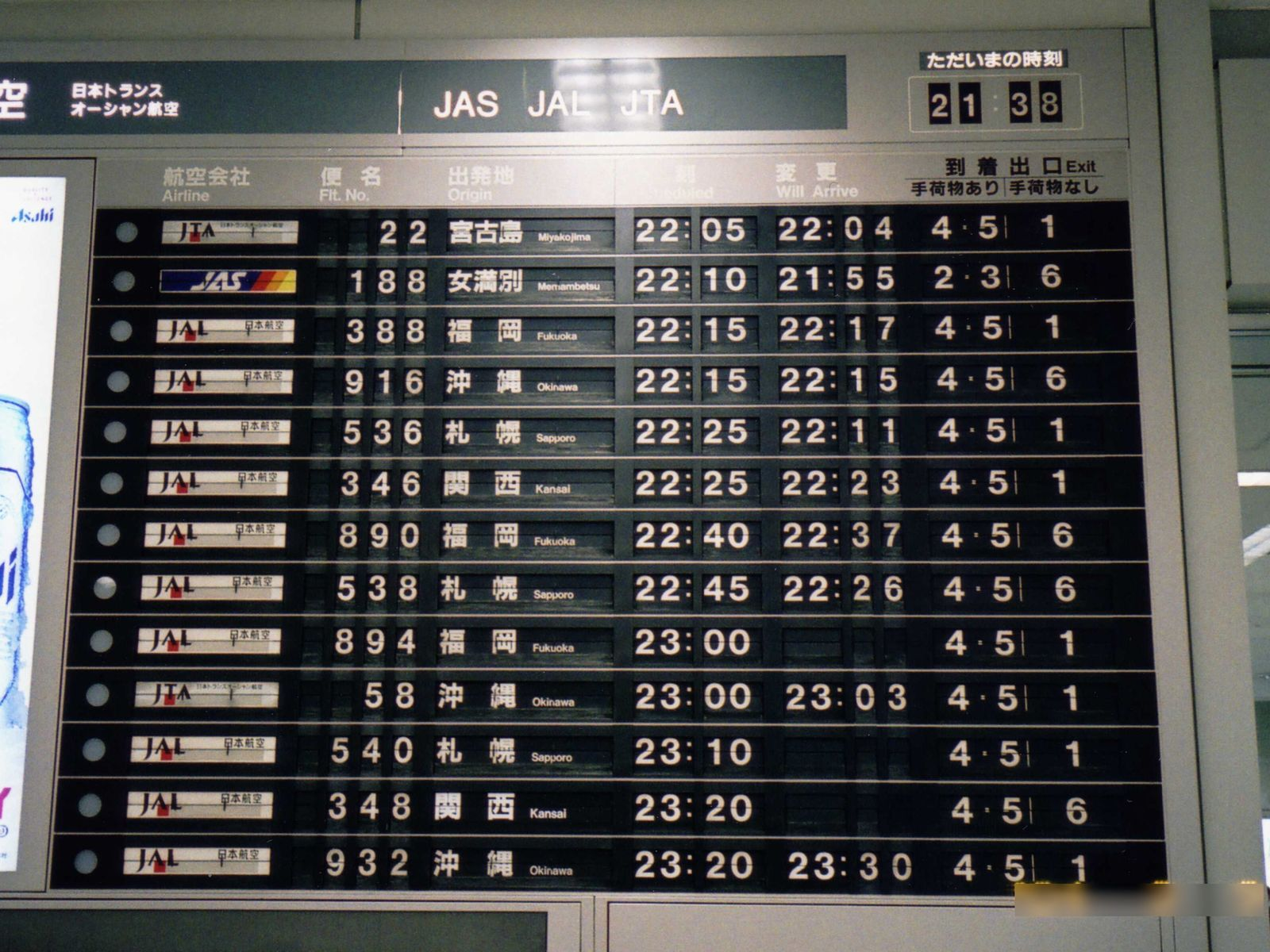
東京国際空港で使用されていた反転フラップ式案内表示機

ランキングは、当時世界各国の国際空港で出発・到着案内として用いられていた反転フラップ式案内表示機（正式英名ソラリーボード）をヒントに考案された「ランキングボード」を使って発表された。左側に前週の総合ベストテンの順位（オレンジ色で表示）、右側に今週の総合ベストテンの順位を表示（白色）し、10位から順番に発表する。「今週の第○位」という司会者の掛け声にあわせ、ティンパニーロールと同時に曲名と歌手名部分が回転、数秒遅れて得点部分が回転する。そして、先週からの変動と、曲名と、歌手と得点を読み上げた。次の順位が欠席の場合あるいは二組一緒にミラーゲートから出てくる場合は欠席時と同じ「ジャン!」という短いジングルに続いてティンパニロールが再開。同じようにランキングを発表していた。このランキングボードは、プロデューサー・演出の山田修爾が実際に羽田空港で見た案内表示板をヒントにして作製された。
歌手が登場する際は、オーケストラの演奏（10 - 2位と1位では登場音色が多少異なる）をバックに「ミラーゲート」を通って登場。1位の歌手がスタジオに出演した際、くす玉割りや様々なプレゼントをスタッフが用意することもあった。くす玉割りの紐は当初は司会者が引っ張っていたが、後期は1位を獲得した歌手が直接引っ張り、大量の紙吹雪、風船、紙テープの舞う中祝福した。番組初登場となる歌手は必ず白紙の本にサインを書いていた（中継となった場合はもちろんその場で書いた他、同一歌手が別名義で初登場となった場合も改めてサインを書いていた。生放送を欠席となっても仕事先からコメントVTRを送った歌手がその場で書いたケースもある。石原裕次郎・美空ひばりは本人の没後にランクインしたため、生前署名用に書いたサインを所属事務所から提供された。司会者の場合は、黒柳と久米が最初の1ページ目に相合傘を、その後は久米が降板時に、黒柳が終了時にそれぞれサインを書いたのみ）。
スタジオでの歌の演奏は、基本的にオーケストラによる生演奏であったが、末期はカラオケになることが多かった。スタジオの構成は、『大きなスタジオの真ん中に司会者・歌手が待機するソファーがあるスペース（以下、ゲスト席）とミラーゲート・ランキングボード』、『オーケストラセット』、『大掛かりなセット』というものであった。セットの配置は『オーケストラセット』を正面に見て右側に『ミラーゲート』と『ゲスト席とランキングボード』、左側に『大掛かりなセット』という配置が終了まで続いたが、1978年4月6日の第13回放送までは異なっており『オーケストラセット』の両側が逆の配置となっていた。『ゲスト席』の配置も異なり『ランキングボード』は左側、『ミラーゲート』は『オーケストラセット』に近い右側に設置されており、『ミラーゲート』から出てきた歌手が司会者とトークなしでランキング発表からそのままオーケストラセットに移動して歌う演出があったが、その翌週からの配置変更でこの演出もなくなり、「発表・ミラーゲートから登場→司会者とのトーク→曲披露」という流れに定着した。
第4位までの発表が終わると週によりランキング外の1・2曲をピックアップして「今週のスポットライト」というコーナーで紹介した。11 - 20位の曲もVTRで紹介され、出演者が少ない時には30位や50位からの発表もあった。
ベストテン圏外の曲は、20位から11位の順に曲を数秒間流しながら紹介する。それと共に、過去4週の順位も折れ線グラフ（初期はなかった）で表示される。但し、1987年初頭から、時間が押して番組の進行が遅れる際に、司会の松下賢治が「今週は パネルでの紹介のみで失礼いたします」と言いながらボードのみでの紹介となる事が多くなった（末期は、この形が非常に多かった。また、同じ時期から回によっては割愛される回もあった）。それに対して黒柳が、初登場の曲に対しては「確実に上向きです」もしくは「一直線です」少しずつ上昇気味の曲に対しては「○○さん、お待ちしています」先週、10位以内だった曲に対しては「先週●位でしたのに…」息が長い曲のランクダウンに対しては「まぁ、随分長くいて下さったんですけど…」順位が先週と同じ曲に対しては「●位の所で足踏みです」10位以内に入って、なおかつ少しずつ下降気味の曲に対しては「○○さん、お元気でしょうか」最高位が11位程度の下降気味の曲に対しては「お待ちしていましたのに…」変動が激しい曲に対しては「ジグザグです」等とコメントするのがお決まりとなっていた。因みに10～4位の出場者の曲がランクしている場合は、変動に関係なくその歌手にカメラが切り替わる事があった。
ただし、50位～31位を紹介する時は、オープニングの演奏と共に曲と顔写真のパネルを表示するだけで、折れ線グラフも、得点の表示もなかった。
1980年代後半にはグループのメンバーの一部が別行動している際には、そのメンバーを他のメンバーがいる中継先の映像にビデオ合成するということも行われた。この時期になると歌手がミュージック・ビデオを作成しプロモーションに使うことが一般的になってきた。本番組では「木曜9時の放送時間に歌ってもらう」ということが番組のコンセプト（そのための追っかけ中継）であったため出演できない歌手のミュージック・ビデオを放送するという代替措置は原則としてなかったが、ベストテン圏外の曲をVTRで紹介するコーナーで、1985年から当該楽曲及び歌手自体がベストテン未出演及び未披露の場合のみ、当該楽曲のライブやTBS制作の他番組での披露映像に加える形でミュージック・ビデオを流し始めた他、複数回ランキング入りした曲では欠席した際に過去の週の出演映像を流すことがあり、VTRには放送日のテロップを入れていた。
番組の最後には、出演者全員（中継先の1つが参加する場合もある）で集合写真を撮影し、その写真（番組中期以降は写真をジグソーパズルにしたもの）を番組宛てにリクエストはがきを送った視聴者に毎週抽選でプレゼントしたり、番組内でリクエストはがきが採用された視聴者には無条件でプレゼントするのが恒例だった。「ハイポーズ」の掛け声は主に第1位を獲得した歌手に振る事が多かった（男性司会者の降板など例外もある）。上記のサインと記念写真は黒柳が番組内で時折「老後の楽しみ」と発言していた。なお、200回と番組終了時にこれらの集合写真・初登場時のサインを本にまとめ、国立国会図書館および各都道府県立の図書館に寄贈した。ネットした各放送局も所蔵しているが、開局記念イベント等以外は非公開となっている。初回から第6回は集合写真を撮る演出がなく、この2冊で当該回は出演者全員を映した引きのカメラ映像を代わりに掲載している。
番組スポンサーに関しては全社名読み上げの形式で、開始当初は3社（日立製作所が180秒、キリンビールとヱスビー食品が90秒ずつ）だったが、1981年10月に4社に増え（日立が90秒に縮小し、残りの90秒に花王が参入）、1985年10月にはヱスビーが降板して日産自動車に交代、1987年10月から終了までは花王が120秒に拡大し、日立・キリン・日産が60秒に縮小して空いた60秒にはロッテが加わった。終了時点のスポンサー5社は後述の通り『音楽派トゥギャザー』へ移動している。

### 年間ベストテン
番組が終了した1989年を除く毎年末に「年間ベストテン」、1981年からは6月に「上半期年間ベストテン」を発表し、1988年には「月間ベストテン」も発表。1978年から1980年までは、年間ランキングでは得点は発表されなかった。年間ランキングの回が3時間の「豪華版」となってその週のベストテンや1年間の放送で起こったハプニングをまとめた「名迷場面集」も織り込んでいた。また、「豪華版」の初期と1983年4月7日の『ザ・ベストテンフェスティバル』では途中で『JNNフラッシュニュース』の代替となる『JNNニュース』が挿入されており、回によってDスタジオにいるキャスターに画面を切り替えるかGスタジオに直接キャスターが来てニュースを読むかに分けられていた。「年間ベストテン」を発表したのは1982年からでそれ以前は通常放送と同じく1時間枠内でその週のベストテンの後で放送しており、1978年は1位のみ、1979年は3位と1位、1980年は3位・2位・1位、1981年は2位と1位がスタジオで歌われた。
1986年1月には、1985年の歌手別年間ランキングが発表された。テロップと字幕での発表でランキングボードは使われなかった。なお、歌手別ランキングが発表されたのはこの年だけだった。

### 公開生放送
1983年11月10日は放送300回を記念して長崎からの生放送を行った。その後も節目の50回ごとにJNN系列のある全国各地を回る公開生放送を行った。放送地では地元をあげた盛り上がりで市長が登場するなどお祭り騒ぎとなる。また、放送地のみならず応援に来たその周辺各県の系列局の追っかけマン・追っかけウーマンが各中継場所や客席リポートに分散する。
- 1983年11月10日 - 300回記念 ザ・ベストテンin長崎
- 1984年10月25日 - 350回記念 ザ・ベストテンin岡山
- 1985年10月17日 - 400回記念 ザ・ベストテンin静岡
- 1986年10月9日 - 450回記念 ザ・ベストテンin松本
- 1987年10月1日 - 500回記念 ザ・ベストテンin仙台
- 1988年10月6日 - ザ・ベストテン大移動・鹿児島編

※550回ではなく552回目に行われた。600回目である1989年9月7日は公開生放送は行われず、この回が最後となった。

## 歴史

### 前史
当時のTBSでは、前番組である『トップスターショー・歌ある限り』の視聴率が振るわなかったことから、新しい音楽番組の制作を企画することとなった。当時TBSプロデューサーだった田中敦が当時の制作局長に「いい歌番組のアイデアがないのか」と聞かれ、その時「毎週、一番売れている人気曲を10曲並べてベストテン番組を作れば面白いかも。出来っこないですが…」と提案をし、制作局長も「そのアイデアいただき、やってよ!」と一発で快諾した。なお、TBSテレビの音楽ランキング番組は1967年まで放送されていた『TBS歌謡曲ベストテン』以来11年ぶりである。
当時のスタッフ内部では、「（当時流行し始めた）ニューミュージックの歌手はテレビ出演を拒否する者が多いため、客観性を持ったデータによるランキング方式では番組が成り立たない恐れがある」との理由から、番組スタッフの主観で出演者を選ぶ「キャスティング方式」を継続すべきとの意見が主にベテランスタッフを中心に根強く、「キャスティング方式ではニューミュージックの歌手などが取り上げられない」との理由でランキング方式を支持する若手スタッフとの間で意見が真っ二つに分かれた。結局当時の制作局長の裁定でランキング方式による番組の制作が決定したが、この対立のために当初1977年10月に放送を開始する予定であった新番組は3か月スタートが遅れ、1978年1月にスタートがずれ込んだ。当時マネージャーであったプロモーターの大里洋吉は『ザ・ベストテン』のスタートは、キャンディーズの解散が密接に関係していると話している。
初代司会者の決定の経緯については、資料によって内容が異なっている。山田修爾の著書『ザ・ベストテン』によれば、最初にTBSの局アナウンサーだった久米が前番組から続投することが決まり、次に相方を女性とすることとなって黒柳がキャスティングされた。制作サイドでは西田敏行を加えた3人体制での司会を予定していたが、西田がスケジュールの都合がつかず、結局2人体制で番組がスタートすることとなった。久米は当初『トップスターショー』を最後に音楽番組の司会から足を洗うつもりだったが、黒柳とのコンビが決まったことで音楽番組を担当し続ける気になったという。しかし2013年9月27日放送の『中居正広の金曜日のスマたちへ』で紹介されたものでは、先に黒柳の起用が決まり、久米が中継リポーターを務めるTBSラジオの『永六輔の土曜ワイドラジオTokyo』にゲスト出演していた黒柳が、もう1人の司会が決まっていない状況を知り、気に入っていた久米の起用をスタッフに打診したとのものだった。2017年に発売された久米の著書にも後者と同様の記述がなされている。なお、黒柳と久米は番組開始前の1977年暮れに同じTBSの番組「第19回日本レコード大賞」で司会を担当し共演している。
なお本番組スタートに際しての第1報には、タイトルは『速報! 歌謡ベストテン』で、番組は大きく二部構成、前半はレコード売り上げ、有線放送・ラジオ放送リクエストチャート、視聴者からのはがきリクエストを集計したベスト20発表、後半は『トゥデーズ・スペシャル』と題して、前番組『トップスターショー・歌ある限り』を継承したようなトップスターのワンマンショー形式のステージを送る、とあった。

### 前夜祭
初回放送の前週（1978年1月12日）に『ザ・ベストテン前夜祭』を放送。前半は、昭和43年 - 昭和51年の年間オリコン1位の楽曲を出演した歌手が持ち回りで歌唱。
| 年度               | 曲名                | オリジナル歌手         | 歌唱歌手                                          |
| ------------------ | ------------------- | ---------------------- | ------------------------------------------------- |
| 1968年（昭和43年） | 恋の季節            | ピンキーとキラーズ     | 小柳ルミ子/コーラスで西城秀樹・郷ひろみ・野口五郎 |
| 1969年（昭和44年） | 港町ブルース        | 森進一                 | 松崎しげる                                        |
| 1970年（昭和45年） | 黒ネコのタンゴ      | 皆川おさむ             | 郷ひろみ                                          |
| 1971年（昭和46年） | 知床旅情            | 加藤登紀子             | 山口百恵                                          |
| 1972年（昭和47年） | 瀬戸の花嫁          | 小柳ルミ子             | 小林旭                                            |
| 1973年（昭和48年） | 女のみち            | 宮史郎とぴんからトリオ | 野口五郎/バックに西城秀樹・郷ひろみ               |
| 1974年（昭和49年） | なみだの操          | 殿さまキングス         | 殿さまキングス                                    |
| 1975年（昭和50年） | シクラメンのかほり  | 布施明                 | 西城秀樹                                          |
| 1976年（昭和51年） | およげ!たいやきくん | 子門真人               | 桜田淳子                                          |

後半は、レコード売り上げと有線放送のデータのみに基づいた1977年の年間ランキングを発表。テーマ曲はレギュラー放送と異なるアレンジで生演奏。
| #    | 曲名                    | 歌手                     | 出欠 |
| ---- | ----------------------- | ------------------------ | ---- |
| 1位  | 青春時代                | 森田公一とトップギャラン | 出   |
| 2位  | 勝手にしやがれ          | 沢田研二                 | 出   |
| 3位  | 昔の名前で出ています    | 小林旭                   | 出   |
| 4位  | 渚のシンドバッド        | ピンク・レディー         | 出   |
| 5位  | ウォンテッド (指名手配) | ピンク・レディー         | 出   |
| 6位  | 津軽海峡・冬景色        | 石川さゆり               | 欠   |
| 7位  | 雨やどり                | さだまさし               | 欠   |
| 8位  | 失恋レストラン          | 清水健太郎               | 出   |
| 9位  | 星の砂                  | 小柳ルミ子               | 出   |
| 10位 | 愛のメモリー            | 松崎しげる               | 出   |

石川さゆりとさだまさしは欠席。8曲がスタジオで歌われた。
また、ゲストとして山口百恵・桜田淳子・殿さまキングス・八代亜紀・郷ひろみなど合計15組が出演した。「スポットライト」のコーナーもあり、日野てる子が「夏の日の思い出」を歌った。前夜祭ということもあり、番組は会場のTBSテレビ局舎・Gスタジオにいくつかのテーブル席が設けられたお披露目パーティーのようなものであった。歌のセットは作られず、バンド前に全歌手が椅子に座っていた。ランキングボードは、本放送でのパタパタパネルではなく、手書きにより左側にオレンジ色の文字で過去の年間1位曲、右側に白文字で1977年の年間ベストテンが表示され、その前に置かれたソファーには黒柳・久米の司会者コンビが時々座っていた。歌手以外にも福田一郎などの音楽評論家・プロダクション関係者も出席していた。オープニングのテーマもおなじみの音楽ではなく全く違うものが使用された。視聴率は21.4%。

### 第1回放送
1978年1月19日に放送開始。放送時間は21:00 - 21:55。ここから週間ランキングを発表。
| #    | 曲名                   | 歌手             | 出欠 |
| ---- | ---------------------- | ---------------- | ---- |
| 1位  | UFO                    | ピンク・レディー | 出   |
| 2位  | わな                   | キャンディーズ   | 出   |
| 3位  | しあわせ芝居           | 桜田淳子         | 出   |
| 4位  | わかれうた             | 中島みゆき       | 欠   |
| 5位  | 禁猟区                 | 郷ひろみ         | 出   |
| 6位  | 憎みきれないろくでなし | 沢田研二         | 出   |
| 7位  | ブーツをぬいで朝食を   | 西城秀樹         | 欠   |
| 8位  | 若き旅人               | 狩人             | 欠   |
| 9位  | 泣き虫                 | 清水健太郎       | 欠   |
| 10位 | 風の駅                 | 野口五郎         | 出   |

当時人気絶頂だった山口百恵の「赤い絆 (レッド・センセーション)」が第11位・「秋桜」も第12位でのランキングにより登場出来ず、また4位にランク入りした「わかれうた」の中島みゆきはレコーディングを理由に生出演を拒否するなど、初回から順風満帆とはいかなかった。それでも視聴者からは正直なランキングの発表に評価があった。これは、黒柳が司会を引き受けるに当たり「番組の演出で順位を動かすことはしないで、正直な形で順位を発表してほしい」という条件を付けたことを守るためだったと言われている。実際黒柳は、後に対談で「ランキングが不正操作されていないかどうかを確認するため、総合ランキングの集計結果を毎週100位までチェックしていた」と語っている。
初回の「今週のスポットライト」はランキングとは無関係に懐メロとしてフランク永井・松尾和子の「東京ナイトクラブ」。初回は1 - 10位は曲名と点数、11 - 20位は曲名のみの発表だったが、2003年12月31日放送の『ザ・ベストテン2003』でこの週の11 - 20位の点数、21位 - 30位の曲名と点数が初めて明らかにされた。

### 1978年 - 1984年
これまでにない「ランキング形式での歌番組」という位置づけ、オリジナリティあふれる演出、中継での歌唱、黒柳と久米の掛け合いなどが人気を集め、1年足らずで常時30％近い視聴率を取る人気番組となった。山口百恵やサザンオールスターズ、ゴダイゴ、沢田研二らが積極的に番組に出演し、80年代になると、アイドル系歌手が出演することが多くなり、田原俊彦、近藤真彦、松田聖子、柏原芳恵、中森明菜、小泉今日子、河合奈保子、シブがき隊、堀ちえみらが継続的にランクインするようになった。さらに1982年から「豪華版」がスタートし、こちらも30％近い視聴率を記録した。
- 1978年
  - 1月26日 - 梅田コマから山口百恵が初登場。放送第2回目で初の生中継となった。
  - 4月20日 - 「今週のスポットライト」にザ・ドリフターズが出演し、同局で放送中の人形劇『ヤンマーファミリーアワー 飛べ!孫悟空』挿入歌『ゴー・ウエスト』を披露。
  - 9月7日 - 7位にランクインした研ナオコの「窓ガラス」のバックバンドとして、THE ALFEE（放送時の名義は「アルフィー」）が出演（中継）。ALFEEの初登場は5年後の1983年9月8日メリーアン
  - 9月28日 - ドラマスペシャル『雲を翔びこせ』を放送したため休止したが、冒頭の5分間（21:00 - 21:05）を使い、ベストテンのランキングのみ発表された。
- 1979年
  - 3月22日 - 視聴率が35.8%を記録。
  - 4月5日 - テレビ山口（TYS）ネット開始。オープニングにて、ネット局の紹介があった[注釈 6]。ゴダイゴがライブ会場の福岡市民会館から「ガンダーラ」と「モンキー・マジック」を歌唱。RKB追っかけウーマンの葉山さつきとともに、TYS追っかけウーマンの米山千枝子も中継出演し、全国に向けて挨拶と曲紹介を行った。
  - 4月5日・12日 - 西城秀樹の「YOUNG MAN (Y.M.C.A.)」が計算上の週間得点の最高である9999点を獲得。番組史上満点を獲得したのはこの曲のみである。
  - この年の6月30日を持って久米はTBSを退社してフリーアナウンサー・タレントに転向するが、本番組の司会はそれ以降も継続した。
  - 8月9日 - パリからの衛星生中継。
  - 10月25日 - 松坂慶子が「愛の水中花」で初ランクイン。初登場の歌手がサイン帳にサインを記す、その第1号となった。
  - 12月20日 - 放送100回を達成。登場してくる歌手から黒柳は花束を贈られた。発表されたデータでは、これまでで中継221回、リクエストはがき14万通以上。
  - 12月27日 - 「年間ベストテン」では、通常のベストテンではベスト3に入らなかった渥美二郎と小林幸子がロングヒットにより年間ベスト3に入り（渥美は年間第3位「夢追い酒」、小林は年間第1位「おもいで酒」）、両者がスタジオで歌唱。渥美は通常のベストテンでは3週のランクイン、すべて10位であったが、8か月間ベスト30に入り、年間の高得点に繋がったことを久米が解説。第2位はサザンオールスターズの「いとしのエリー」。通常のベストテンでも7週連続1位獲得。小林は事情を知らずにスタジオ入りし、出番待機中に自らが年間第1位に入ったのを知り、涙ながらに歌った。視聴率は35％。
- 1980年
  - 2月14日 - 「今週のスポットライト」に『3年B組金八先生』の主題歌である海援隊の「贈る言葉」が登場するのに合わせて、3年B組の生徒役一同がスタジオに応援に駆け付けた。
  - 4月3日 - 竹内まりやが「不思議なピーチパイ」で4位になり、コンサートを行っていた大阪のフェスティバルホールより生中継で登場した。また、竹内がベストテンランクイン1000組目となり、本人の写真と記念プレート入りの公衆電話が会場に贈呈され、数年間会場に置かれ、多くの人が利用した。公衆電話となった理由は、スタッフより「皆さんに愛されて、皆さんに使って頂けるもの」として、公衆電話となった。視聴率は36.3%。
  - 9月25日 - 「さよならの向う側」で10位にランクされた山口百恵が最後の番組出演、「青い珊瑚礁」が第1位（2週連続）となった松田聖子と、同番組では最初で最後の共演となった。
- 1981年
  - 1月1日 - 特番『全国歌謡曲大調査、明治から昭和この百年!史上最大のベストテン』が放送された[注釈 7]。本番組との関係は番組中うたわれず、番組の雰囲気も懐メロ大賞風と本番組とはかなり異なったが、通常の本番組と同じ時間帯（の拡大版）で放送され、番組の最後には翌週の本番組の予告が流れたことから、本番組のスピンオフ番組とみられる。
  - 3月26日 - TBSと一部のネット局（北海道放送（HBC）の札幌以外の放送局や機材の未整備などで当時ステレオ放送を実施していなかった局を除く（後述））でステレオ放送 を開始。他局では音声多重放送開始の1978年より『NTV紅白歌のベストテン』や『夜のヒットスタジオ』などの看板音楽番組がステレオ放送に移行していたが、本番組は大変遅かった。これはTBSが、『8時だョ!全員集合』や『クイズダービー』などのバラエティ番組からステレオ化を行っていたためである。
  - 5月21日 - 寺尾聰が、「出航 SASURAI」（初登場6位）、「シャドー・シティー」（5位）、「ルビーの指環」（1位）と3曲同時ランクインした。「出航」は5/28,6/4と12位で圏外だったが、6/11に9位で返り咲き。3曲同時ランクインを2回達成した。
  - 6月18日 - 寺尾聰「ルビーの指環」が、それまでの番組記録だった世良公則&ツイスト「銃爪」が記録した10週連続1位を更新する11週連続1位を達成。記念としてルビー色のソファーがプレゼントされ、寺尾だけの指定席としてスタジオに設置された他、歌と当週出演者のお祝いメッセージを収録したゴールドディスクが作成された。記録は12週連続となる翌週まで続いた。
  - 9月17日 - 最高視聴率41.9%（ビデオリサーチ調べ・関東地区）を記録。久米宏が休養明けで司会に復帰したこの週の1位はイモ欽トリオの「ハイスクールララバイ」。また、この週に3位だった田原俊彦「悲しみ2(TOO)ヤング」が、2位の松田聖子「白いパラソル」と相合傘をする演出があった。
  - 12月3日 - 200回記念をパーティー形式で行い、これまでにランク入りした歌手とこの日中継があった北陸放送（MRO）の八田静輔を除く全ネット局の追っかけマン・追っかけウーマンが集合。前年に引退した山口百恵から祝電が届く一幕、さらに前述した200回記念のアルバムがGスタジオに来た追っかけマン・追っかけウーマンに一冊ずつ授与されるシーンもあった。
- 1982年
  - 1月21日 - 視聴率が36.5%を記録。
  - 6月17日 -  第9位にランクインした細川たかし（「北酒場」）が2000組目歌手となる。記念として細川の故郷・真狩村から搬送したカラマツの原木を加工し、札幌市内にベンチとして贈呈することを発表した。細川が札幌市内のクラブでショーを行っていたため、札幌市旭山記念公園からの中継（追っかけマンはHBC・田中徳志郎アナ）。視聴率30.1%を記録。
  - 10月7日 - 放送時間が21:00 - 21:54に変更（直後の天気予報枠の1分拡大に伴う[注釈 8]）。
  - 12月30日 - 「さよなら1982 ザ・ベストテン豪華版」を3時間に渡って生放送。その後年末の恒例となる。今週のベストテンの発表の他、視聴者からのリクエストによる出演歌手全員参加の「年忘れリクエスト企画」、1年間の番組を振り返る総集編「思い出の名迷場面集」、そして1年間にベストテンにランクインした曲の中から、総得点の高い100曲を発表する「年間ベストテン」を発表。特に上位10位内にランク入りした歌手には、歌手にゆかりの深い有名人や著名人がお祝いのゲストとして出演した。視聴率は28.2%。
- 1983年
  - 4月7日 - 「ザ・ベストテンフェスティバル」を19:30～21:54に放送[19]。その週のベストテンはアバンタイトルとして冒頭に順位だけ発表した後、オープニングが流された。1981年の200回記念と同様にこれまでにランク入りした歌手が総出演した。
  - 11月10日 - 放送300回記念「ザ・ベストテンin長崎」を放送。黒柳は欠席し、ニューヨークから国際電話での出演となった。中継を含めると8組の歌手が出演し、そのうち4組が特設ステージで歌を披露した。この日長崎は大雨でゲスト席はテントを張り、司会の久米は有線マイクを持ちながら進行した。この週は杏里の「CAT'S EYE」がテレビアニメの主題歌として初めての1位となった週でもある。視聴率は29.9％。
  - 12月8日 - 9月29日を持って放送を打ち切った福島テレビ（FTV）に代わり、12月4日に開局したテレビユー福島（TUF）がネット開始[注釈 9]。開局を記念して、冒頭で開局の瞬間の映像を、また小柳ルミ子が「今週のスポットライト」としてTUF本社前から「お久しぶりね」を披露した。
  - 12月29日 - 「さよなら1983 ザ・ベストテン豪華版」を放送。系列外で裏送りで中継を担当していた南海放送（RNB、日本テレビ系列）でも放送された[注釈 10]。視聴率は番組史上2番目に高い39.7%を記録。
- 1984年
  - 5月17日 - 6月7日（4週連続） - チェッカーズが、「哀しくてジェラシー」、「ギザギザハートの子守唄」、「涙のリクエスト」と3曲同時ランクイン。1981年6月11日の寺尾聰以来3年ぶりの記録（寺尾は2週のみ）。
  - 8月23日 - ミュンヘンからの衛星生中継。
  - 10月18日 - 「秋のザ・ベスト展」と題してランクインした歌手による芸術作品が披露された。
  - 10月25日 - 「350回記念 ザ・ベストテンin岡山」を県営プールから生放送。視聴率は22.9％。
  - 12月27日 - 「さよなら1984 ザ・ベストテン豪華版」を放送。視聴率は34.4%。

### 1985年 - 1987年
放送8年目に突入してもなお高視聴率を誇った「ザ・ベストテン」だが、後述の久米の降板をはじめ、テレビ出演を主としないアーティスト系もランクインするようになり、欠席などが目立つようになった。さらにフジテレビ側がおニャン子クラブを出演させないという方針を取ったため、1986年の7月31日から翌年の春までグループおよびメンバーの出演が一切なかった。番組側は当初、欠席理由に対して「レコーディング中」「ライブをしている」としていたが、松下賢次司会後は「各方面と折り合いがつかず」という理由が使われるようになった。依然として「ベストテン」は久米降板後も20％近い視聴率をキープしていたが、徐々に勢いを失っていった。なお、番組の提供クレジットは1985年まではブルーバックだったが、1986年からは前提供はオープニング後のスタジオや中継先の映像に司会者の喋りが入り、後提供は歌手とのやり取りが続く中番組が終わる形式に変更された。
- 1985年
  - 1月10日 - この回のみオープニングを生演奏し、オーケストラ(宮間利之とニューハード＋GTサウンド)・コーラス(シャワー)・指揮者(長洲忠彦)を紹介。オープニングが生演奏されたのは、この回と前夜祭の2回だけであった。
  - 3月14日、視聴率31.9％を記録 (この回の第1位は松田聖子「天使のウィンク」)。
  - 4月18日 - この年の秋にスタートするテレビ朝日の報道番組「ニュースステーション」の司会に専念するために久米宏が番組を4月25日付けで降板することが発表された。
    - しかし、この回の放送では「勉強と休養のため」降板すると表向きの理由だけが説明されていた。これは久米と所属事務所のオフィス・トゥー・ワン、テレビ朝日との間で「社運を賭けた番組なので正式発表まで絶対に口外してはならない」と緘口令が敷かれたためである。そのため久米はパートナーの黒柳や番組スタッフに本当の降板理由を告げられず、特に寝耳に水だった黒柳とプロデューサーの山田修爾は赤坂のとある喫茶店に久米を呼び出して問いただしたり、黒柳も自身の自宅に久米を呼び、降板の理由を問い詰め、朝まで押し問答の形に終わったこともあったという。その末、久米は結果的に遺恨を残すような形での降板となった。久米は『ニュースステーション』開始後も、番組が失敗したら大変な迷惑をかけた黒柳に顔向けができないと気に病んでいたが、翌1986年のエドゥサ革命をきっかけに番組が軌道に乗ると、その年の年末にユニセフ親善大使である黒柳がクリスマスシーズンのユニセフカードの紹介のため番組に出演。後に久米は著書で「成功を心から喜んでくださったことが何よりもうれしかった。そして重荷を一つ下したように感じた」と綴っており[20]、その後も黒柳は不定期で『ニュースステーション』へゲスト出演し、往年のコンビネーションを見られる機会にもなった。
    - 一方、アナウンサーの2年後輩[21]だったプロデューサーの山田が亡くなった際、降板の顛末をキチンと謝罪できなかったことを悔やむ発言をしている[注釈 12][注釈 13]。加えて『ザ・ベストテン』がなければフリー転身もその後の『ニュースステーション』もなかったと話している[22]。

  - 4月25日 - 久米が番組を降板。視聴率は31.0%。番組中には山口百恵[注釈 14]、郷ひろみ、松山千春から祝電が贈られた他、多くのアーティストから祝花もスタジオに届いた。エンディングでは黒柳と久米によるワルツが披露された。翌週から輪番制でゲストが代理司会を務めた。奇しくもこの回は「卒業」という同名異曲が2曲同時ランクインしていた[注釈 15]。
  - 5月2日 - 久米降板後初放送。黒柳・松下のコンビで担当[注釈 16]。黒柳を応援するため、寺尾聰・西城秀樹・杏里・ラッツ&スター・ザ・ぼんち・タモリ・小沢昭一ら以前より交流のある人物がゲスト出演。
  - 9月26日 - 生島の司会としての出演は最後となり、松下も一旦司会からは離れる。この日のエンディングにて小西博之が登場して2代目司会者となることを発表、翌10月3日より就任。
  - 10月17日 - 静岡・日本平から「400回記念 ザ・ベストテンin静岡」を放送。静岡放送（SBS）はラジオでも同時放送された。視聴率は18.4％。
  - 12月5日 - この日の8位に小泉今日子の「なんてったってアイドル」がランクインしたが、この日小泉は当時本番組と同じ時間帯にTBSラジオで生放送されていたワイド番組『所ジョージの進め!おもしろバホバホ隊』にTHE ALFEEとゲスト出演しており、発表時には同番組を放送していた本館のレインボースタジオを抜け出して所ジョージと共に登場。そこから暫く関東地区ではテレビとラジオで同時生放送が行われた。その後、小泉と所は歌の途中でGスタジオのあるテレビ局舎2階からレインボースタジオのある本館5階[注釈 17]へと移動。ALFEEが待つレインボースタジオへと向かった。
  - 12月26日 - 「さよなら1985 ザ・ベストテン豪華版」を放送。視聴率は29.3%。
- 1986年春頃からテレビ番組出演を必要としないアーティスト系もランキングされるようになり、欠席が相次ぎ空席が目立つようになる[注釈 18]。
  - 4月10日 - 放送2日前の4月8日に岡田有希子が自殺。この日のエンディングで、黒柳が「18歳の有希子さんに、悩みを私達わかってあげられなくて本当に申し訳ないし、また残念に思っています。有希子さんの明るい笑顔と美しいお顔が、永久に皆さんの心に残る事を祈ってます」と、視聴者に対して涙ながらのコメントを述べる。この回は通常回ではエンディングで行う記念写真を先に繰り上げ、CM後に黒柳がコメントを行い、生前の歌唱前のトーク映像を流した。
  - 8月21日 - 第10位にランクインした中山美穂を追いかけて新幹線から中継。米原駅では音声が聞こえないため歌えずそのまま列車は出発してしまい、その後名古屋駅での2分間の停車のうちに歌唱した。歌の後半には発車時刻となってしまったが発車後も音声をつなぎどうにか歌い切った。
  - 8月28日 - 芝ゴルフプールから中継。黒柳が水中ヨガを披露。当日KUWATA BANDで第1位にランクインした桑田佳祐が「成仏して下さい」とコメント。
  - 9月25日 - 小西博之が1年を区切りに司会を卒業すると発表。前週の18日とこの週、黒柳はユニセフ関連の仕事でインドに行っており、スタジオには全国のJNN各局の人気女子アナウンサーが集合し、アシスタントを務めた。この日黒柳は滞在先のマドラスからVTRで貧困の現状や小西へのメッセージを伝えた。数日後が小西の誕生日であったため、ケーキが用意され菊池桃子からプレゼントをもらった。
  - 10月2日 - 久米降板後に司会補佐を務めた松下賢次が3代目男性司会者として初登場。正式な司会初日にもかかわらず5組も欠席。
  - 10月9日、長野県松本市のあがたの森公園から、6000人の観客と共に「450回記念 ザ・ベストテンin松本」を放送。第8位にランクインした芳本美代子は旧開智学校から「Auroraの少女」を、第4位にランクインした中山美穂は放送終了30分前に到着の特急あずさで松本入りし特設ステージで「ツイてるねノッてるね」を披露したほか、当日ランクインしたC-C-B、近藤真彦、本田美奈子らが松本市内各名所の紹介を行った。
  - 12月4日 - 1位になった杉山清貴「最後のHoly Night」は、ザ・ベストテン史上最低得点での1位（7559点）。
  - 12月25日 - 「さよなら1986 ザ・ベストテン豪華版」を放送。視聴率は28.4%。
- 1987年
  - 3月26日 - THE ALFEEが、「サファイアの瞳」（初登場4位）、「君が通り過ぎたあとに」（7位）と2曲同時にランクインした。
  - 4月2日 - 通常より放送枠を30分拡大した「ザ・ベストテン延長戦」を放送。この日は通常とは逆にランキングを1位から順番に発表し、さらに時間が許す限り11位以下もランキングを発表し、11位以下の歌手にも出演し歌唱してもらう、という企画であった。但し、歌唱するには番組に関するクイズに正解しなければならず、不正解の場合は正解するまで歌えない、という条件も加えられた。そのため、当日はそれまでの出演者は皆クイズは一発正解していたにもかかわらず進行が押した上に、16位「シンフォニーの風」で登場した西村知美に至ってはクイズに連続して間違えたため進行が止まってしまい、司会の松下賢次がわざわざ「マルか、バツか?」と半ば答えを教えていた[注釈 19]。この日は19位「おんなになあれ」でランクインした森川美穂まで登場したが、放送終了時刻が迫っていたため森川の歌唱は1番だけ、さらにサビの部分を歌唱中にエンドロールが流れ出したほどで、20位に至っては放送終了時刻となりランキングボードが回らなかった。視聴率は25.7%を記録。
  - 4月16日 - 初ランクインした立花理佐は、黒柳の年齢の出題で「70歳くらい?」と発言したため、黒柳が困惑しつつ苦笑いするシーンがあった（当時黒柳の実年齢は53歳）。このことは、翌年3月最後の放送日の延長戦にてクイズ出題の題材として取り上げられた。
  - 4月23日 - TBS（当時の東京放送）がストライキに突入したため、TBSアナウンサー（東京放送の社員）であった司会の松下は登場せず、ストライキを表現させる頭に鉢巻、肩に襷をかけて松下を模した人形と事前に録音された音声がランキング発表を行った。この週は史上2回目の10組フル登場に加え、歌手活動を休止していた松田聖子が、約2年ぶりのシングル発売となる「Strawberry Time」で、「今週のスポットライト」コーナーにて久々復帰出演を果たした。
  - この頃、黒柳が1987年10月から開始したベストテンの後枠となる平日22時台のニュース番組『JNNニュース22プライムタイム』のキャスター就任の打診を受けるも、共に生放送であるベストテンの司会を降板しなければならず、「ベストテンの司会を続けたい」とした事、さらにTBSにおけるベストテンの司会や『日立 世界・ふしぎ発見!』も含めて既存のレギュラー番組を全て降板せねばならない事、仮にキャスターになったとすると裏番組となる久米宏と比較されて見られることに黒柳本人が難色を示した事の3つから、この話は流れてしまった[23][24]。
  - 7月23日 - 猛暑のため「少しでも涼しいところから放送したい」ということで芝ゴルフプールから生中継。司会の松下はプールに潜ってランキングを読み上げていた。
  - 10月1日 - 宮城県仙台市の勾当台公園より、「500回記念 ザ・ベストテンin仙台」を放送。それまで労働基準法の関係からメンバー7人揃っての生出演が困難だった光GENJIが初めてフルメンバーで生出演、番組内では「都民の日のため出演が可能になった」と説明された。
  - とんねるずがこの公開放送の回に出たさに、チャート初登場がこの回になるようにシングル「おらおら」の発売日を合わせたというエピソードも残っており、チャートインしなければもう歌わない、と『オールナイトニッポン』などでリスナーに脅しを入れていた。その目論見は果たされ「おらおら」は5位にランクイン。2人ともマイケル・ジャクソンの扮装で歌唱した。
  - 10月8日 - この週が10組フル出場した最後の回になった。また、この回と翌週15日は黒柳が番組を欠席、代わりに全国のJNN各局の人気女子アナウンサーがTBSに集合し、松下アナのアシスタントを務めた。当時独身だった松下の番組内でのお見合いも兼ねていたという。
  - 12月24日 - 『さよなら1987 ザ・ベストテン豪華版』を放送。視聴率は26.7%。
  - 12月31日、『日本レコード大賞』に引き続いて、史上唯一の大晦日特番『10年間感謝ザ・ベストテン大晦日電リク祭り』を開催（21:00 - 23:24）、この年開催の『第38回NHK紅白歌合戦』の対抗番組として放送。電話回線のパンクを避けるため地方ごとにブロックを分ける対策が取られた（電話番号は各ネット局側で表示）。過去の「ザ・ベストテン豪華版」のハプニング集・5周年記念に放送されたベストテンフェスティバルからの映像が多く使用された。進行補助には、関西地方（MBS）の追っかけマンだった青木和雄が加わった。スタジオにはC-C-B・クリスタルキング・桜田淳子・島田奈美・光GENJI・西村知美・寺尾聰らが集まった。また、『紅白』に出場できなかった南野陽子や酒井法子らも駆けつけた。中継先は、翌年3月で廃止される青函連絡船の青森駅、ビートたけしがテレビ朝日の生番組で草野球をしていた神宮球場などから。なお、VTR出演だが、ベストテンに2年7か月ぶりに登場した久米宏が『ニュースステーション』のセットからコメントを出した。この日、生歌を披露したのは光GENJI・寺尾聰・森川由加里・クリスタルキングの4組。放送時間の関係で光GENJIの歌唱中に終了。視聴率12.9%。
  - 番組の出演回数が200回を超え当時の番組出演最多記録を誇った田原俊彦に対して、寺尾聰の赤いソファーになぞらえた名前入りの青いソファーが贈られ、スタジオに置かれることになった。最終回まで246回と出演最多記録を伸ばした。

### 1988年 - 番組の終了
番組は10年目を迎え、「月間ベストテン」をスタートさせ、ランキングボードやオープニングが新しいものになった。この頃は、中森明菜や田原俊彦、光GENJIや南野陽子、工藤静香らが番組に華を添えており、9月までは視聴率が20%を超える回もあるなど、歌番組の中では安定した人気を誇っていた。しかし10月から裏番組としてフジテレビで「とんねるずのみなさんのおかげです」がスタート。「みなさん」は毎週20％以上の高視聴率を記録し、ベストテンの視聴者層が「みなさん」に移行してしまったため、一気に視聴率が低下。一桁台に落ち込む週まで見受けられるようになり、視聴率が15%を超える回も「みなさん」が放送休止となる回に限られるようになっていた。
89年1月12日から司会を松下賢治から渡辺正行に交代、それまで初登場の曲にのみに出していた歌詞テロップを常時出すなどのテコ入れをしたが、効果は見られず、1989年7月6日に番組内で打ち切りを発表。2ヶ月後の9月28日に最終回を迎えた。
- 1988年から各月の最終週に「月間ベストテン」開始。月間ベストテンに限り、歌われる曲すべてに歌詞のテロップが出た。ところが、1988年2月25日に池田政典の「FORMULA WIND」が通常のウイークリーで10位で初登場したものの、当日は月間ベストテンだったため事前にファンを招いてのスタジオ収録が10秒程度流れるも生歌唱ができず、翌週には圏外落ちしてしまった。その後は、月間ベストテン放送回で週間ランキングに初登場した歌手がいればトップバッターで歌わせる処置がとられた。
- ランキングボードが老朽化のため制作費1,560万円[注釈 20]をかけてランプが円から星型になった新しいものに変更。得点の表示が4桁から6桁に増え、年間ベストテンの得点表示が可能になった。4桁時代のランキングボードは、1987年の豪華版終了後に視聴者プレゼントされた。実際に6桁全てを使用したのは計16回[注釈 21]。なお、新調されたランキングボードは2021年現在も保管されており復活特番やベストテンを回顧するイベント・番組の企画で使用されている。
  - 1月7日放送分から、オープニングの映像[注釈 22]と番組テーマ曲を新しいアレンジのものに変更された[注釈 23]。また、ゲスト席や上記のランキングボードなどメインセットがリニューアルされ、ランキングボードの隣にある中継映像を映すテレビモニターの上部に日付のテロップ（デジタル表示）が設置されるようになる。なお、この日の10位発表前に近藤真彦の母親の遺骨が盗難された事件について黒柳がテレビを通じて返すように呼び掛ける場面があった。
  - 3月31日 - 2回目の「ザ・ベストテン延長戦」を放送。この日は月間ベストテンという形での延長戦になった。しかし、クイズまでの映像が長すぎたこと、光GENJIの諸星和己が黒柳を茶化して司会の邪魔をしたこと、出演しない歌手のクイズに黒柳が代理で答えるなど前年度より段取りの悪い内容のため、ランキング紹介が途中（17位）で終わる。17位は酒井法子の「GUANBARE」だったが、わずか20秒前後しか出演せず、歌唱披露すらできないまま放送終了となってしまった。そのため代替として、酒井は翌週の冒頭に中継出演で「GUANBARE」を歌唱した。
  - 6月16日・23日 - 2週に限り、「私は黒柳」というテーマで黒柳のまねをした女性が松下と司会を進行。サザンオールスターズが3年ぶりに出演。
  - 8月4日 - 箱根からの生中継。箱根からの出演は光GENJIと薬師丸ひろ子のみで、それ以外の歌手はコンサート会場などからの中継。
  - 10月6日 - 公開生放送は550回目ではなく、期首改編に合わせ552回目に「ザ・ベストテン大移動・鹿児島編」を放送。視聴率は南日本放送では70.5%（ビデオリサーチ調べ、鹿児島地区・世帯・リアルタイム）を記録したが、制作局のTBSでは初の1ケタ（9.8%）を記録（ビデオリサーチ調べ、関東地区・世帯・リアルタイム）。この年が最後の公開生放送になった。
  - 10月13日 - 裏番組であるフジテレビ『とんねるずのみなさんのおかげです』が放送開始。当日の視聴率も『みなさん』の14.2%に対し、『ベストテン』は12.1%に終わる[26]。
  - 11月11日の一部新聞で、『1989年3月に「ザ・ベストテン打ち切り」』という記事が掲載されたが、当時は一旦否定していた。
  - 11月17日 - 関東地区で視聴率が8.6%に急落し、この年最低の視聴率を記録。
  - 11月24日 - 月間ベストテンの週で月間にランクインした歌手9組と、週間ベストテンで初登場1組の10組出場した。その為、司会の黒柳は喋る時間を限定されてしまっていた。
  - 12月29日 - 『さよなら1988 ザ・ベストテン豪華版』を放送。最後の豪華版放送となった。視聴率は16.1%で前年より10ポイント以上下げてしまう。
- 1989年
  - 1月5日 - オープニングから8位発表まで、久米宏が司会で登場[注釈 24]。その後、生島ヒロシ・小西博之・草野仁・チャック・ウィルソン・森末慎二・松下賢次が登場。この日が松下の最後の出演で、エンディングでは松下がくす玉を割り、全員で長渕剛の「乾杯」を歌唱。元号が昭和の時代としては最後の放送となった（「昭和64年」としては唯一）。Winkが、昭和64年唯一の初ランクイン。「みなさん」が放送休止ということもあり18.6%と高視聴率を記録。だが皮肉にもこの回がこの年の最高視聴率となってしまう。
  - 1989年になるとオーケストラ演奏を必要としないバンド系の歌手の増加で、オープニングにバンドが毎週いることがなくなり、オープニング時は歌手席のところに集合する形をとるようになった。
  - 1月12日 - 4代目司会者として渡辺正行（コント赤信号）と柄沢晃弘が登場。柄沢は基本的にデータの読み上げなどの補佐に回った。元号が平成になってからの最初の放送となった。なお、1月5日・12日ともTBSを含む各局では昭和天皇の病状悪化、7日の崩御を受けて自粛ムード一色となり、人気バラエティや音楽などの派手な演出を伴う番組が軒並み休止となる状態だったが本番組は予定通り放送された。
  - 2月23日 - 毎回歌詞テロップを表示するようになる（それまで初登場時のみ）。
  - 3月30日 - スペシャルドラマ『痛快!ロックンロール通り ファイナル』（21:00 - 22:24）放送のため放送休止。正月三が日以外では、1978年以来となる放送休止。皮肉にも当日の『みなさん』の視聴率が29.5%を記録[26]。
  - 4月6日 - ゲスト席の椅子と壁面がリニューアルされる。椅子はそれまでのソファから単なる1人掛け椅子になったため、寺尾の赤ソファと田原の青ソファはゲスト席の端に置かれることとなった。前週（3月30日）の放送分が中止になったため、先週のランキングも発表した。4月のみ「春の秘蔵映像豪華版」と題して、歌手や視聴者のリクエストに答えて昔の映像を流すようになった。同じ頃、『夜のヒットスタジオ』でも総集編などの形式で過去の映像を流す機会が増えており、両番組でのこの措置は生歌だけでは視聴率が取れない時代に突入していたことを象徴する出来事でもあった。視聴率は17.1%と高視聴率を記録。この企画の最後にあたる4月27日はオープニングで一気に上位ベストテンを発表する試みが行われた。まず、スタジオが暗転しドラムロールと共に前週のランキングを発表。そこにある曲が27日の週では何位に入っているかを当てるものであり、よってこの週のベストテンはランダムで発表する形となる。ボードが回転した場合は2曲続けて発表と同じ要領で「ジャン!」と鳴ってから次の順位に移っていた。ボードが回転しない（11位以下にランクイン）場合は衝撃音が入っていた。そして全ての曲を発表後にスタジオに出演する歌手が1位の入場曲（全員が入場し終わるまで最後の部分を繰り返していた）と共に全組入場していた。
  - 4月13日、関東地区で視聴率6.9%を記録。1位は光GENJIの「地球をさがして」。
  - 6月29日 - 上半期年間ベストテンを放送。しかし今週のベストテンを含めてもスタジオには工藤静香、荻野目洋子、中継でWinkと3組しか出演しなかった。視聴率は8.8%。
  - 7月6日 - 放送終了直前に黒柳徹子が、9月末をもって「ザ・ベストテン」を番組終了することを発表。終了理由としては、「番組開始当初は2分30秒の歌も、現在は平均3分30秒になり長いものは5分近くなっていき、10組フル出場してもらっても満足なインタビューをすることが困難なために、この番組も役目を果たした」との説明がなされる。しかしその後に「私たちはもっと心のこもった、「歌手の皆さんにゆっくりインタビューをする」そういういい番組を作っていきたい、という気持ちは充分にあります。」とも話しており、実際に後継の『音楽派トゥギャザー』はランキングを撤廃したトーク中心の番組となる。次週から最終回まで、同番組のテレビ欄には「あと○週!」と表示されるようになる。
- 末期はランクインした歌手の出演が中継を含めて、多くても6組程度になっていた。初登場だけ出演し、その後は出演辞退を行う歌手が増えたからである。そのため時間をつなぐために出演した歌手へのインタビューを長くしたり、フルコーラスで歌唱させるなどの処置を行っていた。3位発表前の20位から11位だった発表を50位から放送したり、スポットライトの歌手が毎週出演（多いときは2組）するようになった。そのため全盛期のスピード感ある進行や番組出演者の一体感は失われた。また、ランキングボードでの楽曲紹介も、2曲以上紹介する際は1曲紹介する途中で次の順位の楽曲のボードが回転するなど、番組進行を早めるために進行速度が速くなっていた。
  - 7月27日 - 参院選に当選した議員をスタジオゲストとして招く。出演した参院議員は、八代英太[注釈 25][注釈 26]、田英夫[注釈 27][注釈 28]、中村鋭一[注釈 29][注釈 30]、黒柳明[注釈 31]、堂本暁子[注釈 32][注釈 33]、乾晴美[注釈 29]の6名。スポットライトには、片岡鶴太郎が「思いの丈で…」を披露。
  - 8月24日 - 黒柳が欠席。渡辺が豪華に登場したいと希望したため、派手に登場。また、この回よりTBS初のクリアビジョン放送を開始、ただし、ネット局では通常放送。
  - 9月7日 - 600回目であったが公開生放送は行われず、スタジオから12年間のベストテンを発表。1位は五木ひろしの「長良川艶歌」。
  - 9月14日 - 「スポットライト」の最終回はC-C-Bが登場。解散直前でシングルメドレーだった。ZIGGYが最初で最後の出演。
  - 9月21日 - 第1回目の映像を画面右下で小さく再放送（スタジオのモニターでも映していた）。主音声では通常の生放送を、副音声では第1回目の音声を放送する方式がとられた。なお、歌手が歌っている時やCM中は再放送は流されず、その部分はステレオ放送。一方の副音声も本放送当時の流れのまま流していたため、本編中に本放送当時CMを挿入していた時間は1988年からのテーマ曲をCMフィラーとして流していた。
  - 9月28日 - 最終回を迎える。10組中5組がスタジオに登場、1組が中継、4組が欠席。欠席の竹内まりやからは電話があった。2位の光GENJI「太陽がいっぱい」では間奏で、番組ロゴが描かれた紅白のフラッグを振る出演者・スタッフ・バンド・集まった関係者らに見守られながらメンバーがGスタジオを何周か走り、その後に田原の青ソファをバンドセットの中央まで持ってきてそこに座らせた黒柳を囲みながら大サビを歌う場面も見られた。最終回の1位は工藤静香の「黄砂に吹かれて」。その後渡辺の「ザ・ベストテン!」のコールに合わせて、ランキングボードの全てのパネルが回転し、曲名・アーティスト部分に縦書きで「ごくろうさま黒柳さん」という文字と得点999,999点がランキングボードに表示され、12年間の感謝を込めて全員でミラーゲートから出てくる黒柳を盛り上げた。最終回視聴率は12.2%だった。
  - 10月5日 - 『さようならザ・ベストテン』を放送。10月1日に開局したテレビユー山形（TUY）でも放送された[注釈 34]。歴代の司会者（久米は中盤に『ニュースステーション』の準備の合間を縫う形でテレビ朝日から移動して出演。22時からの本番に間に合うように短時間で退席してテレビ朝日へ戻った[注釈 35]）・登場歌手などが昔の映像を見返す。番組途中からは松山千春が初めてGスタジオに登場。また、全国各地から出演した歌手からのメッセージも放送された。エンディングには、高田純次が翌週からの新番組の宣伝に登場。番組のテーマ曲に秋元康作の歌詞が付けられたスペシャル・ソングが発表された。最後に「前述した国会図書館・都道府県立図書館に寄贈するアルバムの最後に掲載する」とされた最後の記念写真（結果的にこの写真は掲載されなかった）が、スタジオにいた全員の「ハイポーズ!」の掛け声で撮影されて12年（正確には11年9か月）の歴史に幕を下ろした。視聴率は20.5%であった。

### ハプニング・放送事故
毎年最初の放送の前にスタッフが「今年こそ迷場面集で笑いものにならないように誓います」と宣言するものの、生放送が故、うっかり裏方のスタッフが横切ったり、あるいは画面に堂々登場するといったトラブルやハプニングは多かった。下記に主なハプニングや放送事故を列記するが、「放送事故」に関してはその旨該当項目冒頭に記述する。
- 1978年、世良公則&ツイストが「銃爪」の9週連続1位の際、「もう楽屋に誰もいないから」と、発表・コールされる前にスタジオに出てきてしまった。この時彼らは世良を乗せた神輿を担ぎ、「銃爪大明神」と大書した幟を押し立てての登場であった。
- 1978年11月16日、松山千春が『季節の中で』で初出演した際に旭川市民文化会館からの生中継を行ったが、当初3分間の予定だったスピーチが長引き8分間に及んだため、その後に出演した山口百恵が歌う時間が無くなってしまい、記念撮影だけ参加した。他の出演歌手はこの措置に対し不快感を示したが、当時のプロデューサーである弟子丸千一郎が、それまでテレビ出演もせず地道な活動でここまできた松山と、テレビの力で人気になった他の歌手との努力の差を示した上で、松山に対する特別措置に理解を示すよう訴え、事態を収めたという[28]。この回の視聴率は30.6%。番組開始以来、初めて30％越えを記録した回であった。
- 1980年、長渕剛が中継先で「順子」の歌唱中に、そばにいた歌手仲間たち（桑名正博、アン・ルイスら）に「あのー、済みませんが失恋の歌なので手拍子はやめてくださいませんか?」と言って演奏を最初からやり直した。
- 1980年6月12日、スタジオの出演歌手に地方各地の視聴者が中継先から質問を受け付けるコーナーで、シャネルズ（後のラッツ&スター）に対し、ある青年が「黒人のくせになんでシャネルズ（フランスの高級ブランド名）なのか」と質問をした。メンバーの鈴木雅之はとまどいつつも「ブランド名が元になったのではない」と答えたが、その後CM明けに黒柳は「皮膚の色や国籍で“○○のくせに”と言うのは人種差別にもつながるので、そういう、人を見下すような言い方は絶対にやめて欲しい」と、涙ながらに注意を喚起した。また、ラッツ&スターになってから初の1位を獲得したあまりにその感激で、登場時に勢いよく飛び出そうとしてミラーゲートの回転ドアの中心部を強く押しすぎてドアが外れて前に飛んだこともあった。久米曰く「ちゃんと弁償していただいた」そうである。
- 1982年末の豪華版の第1部「今週のベストテン」の1位に選ばれた際、スタッフの手違いで本来はスタジオの最上部に吊るされるはずのくす玉が誤ってスタジオの下部に下ろしすぎてしまった。この週の1位歌手・中森明菜はくす玉を割って紙テープ・紙吹雪をかぶるためにわざわざしゃがみこみくす玉に顔を突っ込んだらしく（このとき、くす玉は画面正面ではなく横向きであった）、翌年の年末豪華版でゲストコメンテーターをしていたビートたけしは「女便所をのぞいてるんじゃないんだから…」とコメントした。
- 1983年1月13日、中森明菜がこの日「セカンド・ラブ」が5週連続で1位にランクイン。作曲者の来生たかおより祝福の電話が入り、来生から「今日は風邪で喉を痛めていると聞きましたが?」と心配されるも、中森は「大丈夫です」とコメント。しかし「セカンド・ラブ」の歌唱中、やはり風邪の影響からか急に声が出にくくなり、歌唱終了後に中森は涙を流した[注釈 36]。エンディングでの中森は、電話相手の来生や同番組の出演者らに気丈に笑顔を見せようとしながらも、悔し涙は止まらないままだった。番組終了後に黒柳は、中森に対して「良いお医者さんがいるの。（松田）聖子ちゃんにも教えているから、是非聞いてみて」と気遣ったという。
- 【放送事故】1983年9月8日、アルフィーが南紀白浜ワールドサファリより生中継（曲はメリーアン）。しかし国内であるにもかかわらず衛星中継を行ったため、バックのカラオケと歌がずれた状態でオンエアされた。なおその際、オリの中で歌っていた（毎日放送千里丘放送センターの送出。追っかけマンは青木和雄）。
- 1984年1月12日、杏里が「悲しみがとまらない」の歌唱中、側に座っていたチンパンジーに左の太腿を触られて吹き出した杏里は、その後笑いを堪えきれずに歌えなくなってしまった。
- 1984年12月13日、アルフィーが愛知県犬山市のファンの家に突然押しかけ「恋人達のペイヴメント」を歌うドッキリ企画を行ったが、当のファンは留守だった。しかも、アポ無し企画ゆえにリハーサルでは使用できなかった撮影用ライトを点灯させた影響で機材の電圧が落ち、バンドセットが組めないために持ってきたカラオケテープが止まりそうになったため、中継スタッフが指で回して再生、終始安定しない音質のまま歌う羽目になった。このシーンは、DVD『THE ALFEE ザ・ベストテン＆ある日ィ突然! Complete edition 2000』にも収録されている。その後、2019年10月7日放送の『歌のゴールデンヒット』にTHE ALFEEが出演した際、上記の留守だったファンがスタジオに登場し、35年越しの対面を果たした。
- 【放送事故】1985年に「夏ざかりほの字組」（田原俊彦と研ナオコ）の歌唱時、音楽が歌い手に聞こえなくなり、順番を後に回された。
- 1985年、吉幾三が「俺ら東京さ行ぐだ」で「今週のスポットライト」に登場した際、1番の途中で歌詞をど忘れし、スタジオは大爆笑。黒柳が「済みませんが吉さん、最初からお願いします」と生演奏を止めて、もう一度やり直した。ベストテンにランクインした週には、歌の前「景気づけに」と黒柳からすすめられた日本酒を飲んだところ、故郷の青森を思い出し涙ぐんでしまった。
- 【放送事故】1985年9月19日、カール・ルイスがゲスト出演した回において番組進行が押してしまい、本来流すべきCMが放送できないという事態が発生した。この際、1分間の番組内CMを1回カットするべきところで、TBSマスター担当者のミスから番組内CMを2回分カットしてしまい、番組最後のCMにおいて、本来関東ローカルで流すべきCM4本を全国放送してしまった。
- 1985年10月17日、「ザ・ベストテンin静岡」において、2位で登場したとんねるずに対して客席は総立ちに。とんねるずは客席から大井川の川越用の輿にのって登場するはずだったが、警備の不備なども重なり観客によって衣装がもみくちゃにされた。激怒した石橋貴明は生放送中にもかかわらず、ステージ上で観客に対して「ふざけんじゃねぇぞ!この野郎!!」「てめぇら最低だ!」などと罵声を浴びせ、身に着けている物を投げつけたりし、木梨憲武のフォローも構わず、「雨の西麻布」を怒鳴り声で歌った[注釈 37]。その態度に対し、番組宛に抗議が殺到し、翌週の放送で石橋が謝罪した。このシーンは2009年10月27日放送の『大日本名作ドラマ主題歌とくばんスペシャル』でも放送されている。その際の石橋の話によれば、当日は『夕やけニャンニャン』（フジテレビ）の収録後に静岡に向かい、時間の都合上、細かい打ち合わせやリハーサル無しに本番に突入してしまい、客席の中を渡る演出について不安を感じていたという。
- 1988年7月14日、オープニング後の提供クレジットが出ない不手際があった。10位発表の途中でCMを挟み、CM明けではパタパタの音がなく、出したままの表示で発表することになった。
- 1988年11月3日、南野陽子は3位にランクされた「秋からも、そばにいて」の歌唱の途中、歌詞の一部を忘れ出てこなくなってしまった。秋真っ直中を思わせる沢山の枯葉を敷いたセットで、南野はロングスカートの衣装で歩きながら歌っていたが、本人曰く「スタッフから『スカートで枯葉を散らさないように歩いて下さい』と言われ、無事ステージに辿り着いた途端、歌詞が飛んでしまった」との事。なお黒柳はその直後南野に、歌詞が掲載された台本を見せるため駆け寄ろうとしたが、スタッフに止められたという。その黒柳の行動を見た南野は思わず手を震わせ、歌い終えた後「どうもすみませんでした。ごめんなさい!」と涙ぐみながら頭を下げて謝った。この歌詞忘れのハプニングに、南野自身「あの瞬間に歌手生命が終わったと思った」と後に語っている。翌週の登場時、ファンから「失恋したのですか?」「体調が悪かったのですか?」等という南野を心配するはがきが届いたが、南野は「皆から『どうしたの??』と色々聞かれるんですけど、ただのど忘れです。どうも済みません。でも葉書とか有難う御座います」と笑顔でコメント。黒柳は「いえ私達も側に付いていながら、何もお助け出来ず申し訳有りませんでした」と、南野をフォローしていた。
- 2002年12月30日の「ザ・ベストテン2002」にて、追っかけマンを務めた安東弘樹（TBSアナウンサー、当時）が、松田聖子の中継で名古屋に向かうため、松田に「おつな寿司」[注釈 38]を届けるべく東京駅から新幹線に乗車したが、その際に「おつな寿司」を東京駅のベンチに置き忘れてしまった。この様子をスタジオからモニターで見ていた黒柳と安住紳一郎（TBSアナウンサー）から失笑を買った。この一件について、安東がTBSを退社しフリーになった直後の2018年5月10日に日本テレビ『PON!』に生出演し、当時の顛末を語った[29]（→「安東弘樹」の項も参照）。
- 番組スポンサーの1社が日立製作所だったにもかかわらず、シャネルズの「ランナウェイ」（パイオニア〈ホームAV事業部。現・プレミアムオーディオカンパニーテクノロジーセンター〉のラジカセ『ランナウェイ』CMソング）や徳永英明の「風のエオリア」（松下電器産業。現・パナソニック〈二代目法人〉のエアコン『エオリア』CMソング）、Winkの「淋しい熱帯魚」（パナソニック[注釈 39]のヘッドホン・ステレオ『Sタイプ』CMソング）といったライバルメーカーのタイアップ曲がランクインしても、タイトルや歌詞を差し替えたりすることはなかった。しかし、やはりスポンサーであるキリンビールに配慮し矢沢永吉の「THIS IS A SONG FOR COCA-COLA」（当時のコカ・コーラ社のCMソング）に限っては、ライバル社の社名を含むタイトルを表記できず、レコード売り上げランキングでは「（C.M.SONG）」と紹介された[注釈 40]。「今週の20位から11位まで」のコーナー自体しばらく休止となった。また、当番組のスポンサーではない企業のCMソング（特に、資生堂やカネボウなど他の音楽番組ではスポンサーの意向で披露できなかった化粧品メーカーのCMソング[注釈 41]が多かった）も番組内でランクインされていた。
- C-C-Bは解散の際に、ベストテンの「スポットライト」に出演し解散についてのコメント及びヒットメドレーを披露しているが、1994年3月29日の同窓会IIで登場した時には、(そのことを忘れていたせいか)黒柳から「解散した事知らなかったの〜」といわれた。

## エピソード
雑誌『REBOOT』（ソニー・マガジンズ）Vol.4（2007年12月号）「ザ・ベストテンの時代。」放送30周年目前特別対談 時に黒柳徹子が着用した衣装は第1回と最終回（正確にはその後の『さようならザ・ベストテン』）と同じだったことを明かされ、それを見た山田修爾は「不覚にも全く気付きませんでした。」と述べている。

### ランキング第1位
- 1位最多獲得歌手は中森明菜で計69回。「ベストテンの女王」の異名がある。2位最多獲得歌手も中森である。
- 先述のとおり、1位の歌手がスタジオに出演した場合には天井からくす玉が下ろされ、当初は司会者が、後期は1位の歌手が紐を引っ張ってくす玉を割り、大量の紙テープ・紙吹雪・風船が舞う中祝福した。
  - くす玉の紙テープや外観は基本的には金色一色が多く、グループでの場合はその人数分のくす玉が用意されたこともあった。光GENJIや少年隊といったジャニーズ事務所系列などのグループユニットのアーティストが1位になるとくす玉の数も多くなり、スタジオの天井が紙テープで埋め尽くされたこともある。
  - 少年隊が「仮面舞踏会」で1位に輝いた時はくす玉の外観が銀色、紙テープは五色のメタリックテープを使ったり、松田聖子が1位になった時には、中身はピンク色一色の紙テープのハート型のものや、割れたくす玉の中にもう一つ小さいくす玉が用意され2つとも割れるようになっている親子くす玉といったものもあった。
  - 中森明菜もくす玉には先述のしゃがんで割ったという例以外にも、特徴的なものが多い。
    - 「禁区」で4週目の1位になった時、3週目の時に被った紙吹雪の量があまりにも多く顔に直撃したことで、視聴者から「あまりにもかわいそうだ」とする意見があり、そのことを踏まえて紙吹雪の量を減らしたことがあった。別の週の「北ウイング」で1位になった時、久米が欠席しおすぎとピーコが司会代役を務めた週には、ハート形のくす玉にサルの人形を添えたものがつるされたが、この時は紙テープだけ降らせて、紙吹雪は散らさなかったことがあった。
    - 1983年の別の回では1位になった際、ミラーゲートでくす玉を割り、さらに当日のスタジオ出演者からも紙吹雪を投げ込む演出をしたが、これにも不機嫌な態度を取り、視聴者から抗議や意見があったことから、別の回で、くす玉を割るためにその下に立とうとした中森をあえてくす玉から離し、黒柳が割るところを横で見て視聴者に謝罪するということもあった。この時明菜は「気にしてませんよ…」と謙虚に笑っていたという。
    - 「DESIRE -情熱-」で1位になった時には、和洋折衷という曲のイメージから、和紙や折鶴を紙テープ代わり、さらに風船も紙風船で作った「和風くす玉」、あるいはこの曲が通算44週目の第1位の時に小さめのくす玉を44個割って、その垂れ幕に1位になった楽曲を書き記したもの。
    - 「ジプシー・クイーン」での1位の時は梅雨の時期にちなみアジサイの造花を紙テープと共に吊るした。
    - 「Fin」で通算50回目の1位の時には外観がジャケット写真のコピーと中森の名前が書かれた千社札を貼り付けて、「おめでとう!1位獲得50回」と書かれた垂れ幕（紙テープ無し）が掲げられた。
    - 「TANGO NOIR」では曲のイメージに合わせて、先述のジャケット写真コピーと千社札の張り付いたくす玉に赤と黒の紙テープや風船が入ったもの。
    - 「BLONDE」で1位になった時には、メロンの出荷シーズンにあわせて、外観がメロン、紙テープも黄緑色のものを割ったり、七夕に近い時期の放送では星型のくす玉なるもの（その前後に誕生日があり「誕生日おめでとう!!」と書かれた垂れ幕がつるされたものもある）が用意された。

  - 第1位ではなかったが、小泉今日子が「常夏娘」で第7位に初めてランク入りした1985年4月の放送では、歌を歌う時の演出でくす玉が多数割られた。
- アルフィーには「星空のディスタンス」にちなんで「星型のタンス」がプレゼントされた。のちに探したものの、紛失していたらしい（後述のDVDにて発言あり）。
- 1978年11月16日の放送では「季節の中で」で1位を獲得した松山千春が初めて番組に中継で出演し、歌う前にテレビに出演しない理由を語った後、「テレビで歌うのはこれが最初で最後」と言い、生ギターで歌を熱唱した。しかし3年後の1981年に「長い夜」がランクインし、コンサートビデオ映像を流す形で再び出演している（スタジオ出演、生中継は無し）。松山の1位獲得曲はこの2曲のみだが、「ルビーの指環」の12週・「銃爪」の10週という連続1位記録のNo.1・No.2を止めたのは、いずれも松山である。
- 1981年6月18日、寺尾聰の「ルビーの指環」が11週連続1位新記録を記念して、前出の赤いソファー・タバコに加えて、出演者のお祝いの言葉を吹き込んだゴールドディスクがその場で制作されプレゼントされた。この時は通常の1位ファンファーレは使わず、特別なファンファーレを演奏し、またミラーゲートの入場口には「新記録11」と書かれた特別門が掲げられ、寺尾はその門からテープカットを行って登場した。この時はくす玉割りは行わず、天井から紙吹雪を散らし、出演歌手がクラッカーを鳴らして祝福した。この年、1981年度年間ベストテンでも第1位に輝き、この時は石原裕次郎が電話で祝福のコメントを寄せた。
- 1984年11月22日、小泉今日子の「ヤマトナデシコ七変化」が初の第1位にランクインし、小泉は翌年1月8日から始まるドラマ「少女に何が起ったか」の記者会見場から出演した。ところがそこへコント赤信号らが「あんみつ姫」の扮装で乱入し、歌と共に奇妙な踊りを踊ったため、小泉は笑いを堪えきれずに歌えなくなってしまう（ちなみにそれ以前でも「あんみつ姫」収録現場でやったことがあった）。曲が終わってから「バカヤロー!!」と小泉本人が発言した。たちまち同曲のリクエストを兼ねた抗議の葉書が届いたため、翌週の11月29日には第5位にランクダウンしてしまったが同曲を歌うべく出演した小泉の元へ赤信号らが現れて謝罪したが、またしても曲の最中に赤信号らが踊り出して小泉は歌えなくなった。このため翌週の12月7日にはさらに抗議の葉書が届いたが、結局この回には小泉が出演しなかったため、そのままなし崩しとなった。
- 1985年4月4日、C-C-Bの「Romanticが止まらない」が通算100曲目の1位獲得曲になったのを記念して、100度数の記念テレホンカードがこれまでに1位を獲得した歌手全員（バンド・ユニットは人数分）に1位獲得曲の数だけプレゼントされた。
- 1986年、年間チャート1位を記録したKUWATA BANDの「BAN BAN BAN」では、年間ベストテンにて出場した際のスタジオでの演奏を演奏前の司会者の「KUWATA BAND、年間ベストテン1位おめでとう!」とのメッセージ入りでゴールドディスクにライブ録音し、プレゼントされた。
- 1988年2月、光GENJIの『ガラスの十代』が連続1位新記録を獲得するかどうかに注目が集まるムードとなっていたが、8週で止まり、翌9週目は中森明菜の『AL-MAUJ（アルマージ）』に1位を譲った。その際の出演時に諸星が『ちくしょう。こんばんは』と半ば笑みを浮かべながら登場した。その後くす玉を割る際に中森は『ごめんなさいね』と小声で言っていた。

### 視聴率
1978年1月の放送開始から1989年9月までの11年8ヶ月を通して、高視聴率をキープしており、放送開始当時目標にしていたフジテレビの「夜のヒットスタジオ」の視聴率を数ヶ月で超え、全盛期には30％以上の視聴率を記録していた。また「ベストテンにランクインして曲を披露すること」が歌手達のステータスとなり、より番組の存在価値は大きなものとなった。604回の平均視聴率は23.9% (ビデオリサーチ調べ、関東地区・世帯・リアルタイム)。事実上の最終回とされる1989年10月5日の「さようならザ・ベストテン」の視聴率は20.5%を記録し、20.7%を記録した1988年9月15日以来1年ぶりの20%超えとなった。
| 年                           | 平均視聴率 | 最高視聴率 | 同放送日 | 最低視聴率 | 同放送日 |
| ---------------------------- | ---------- | ---------- | -------- | ---------- | -------- |
| 1978年（昭和53年）           | 23.3%      | 30.6%      | 11月16日 | 16.8%      | 1月19日  |
| 1979年（昭和54年）           | 28.0%      | 35.8%      | 3月15日  | 23.3%      | 6月28日  |
| 1980年（昭和55年）           | 29.1%      | 36.3%      | 3月27日  | 19.6%      | 10月16日 |
| 1981年（昭和56年）           | 33.6%      | 41.9%      | 9月17日  | 27.9%      | 8月13日  |
| 1982年（昭和57年）           | 28.0%      | 36.5%      | 1月21日  | 15.6%      | 9月30日  |
| 1983年（昭和58年）           | 28.2%      | 39.7%      | 12月29日 | 19.6%      | 9月15日  |
| 1984年（昭和59年）           | 25.0%      | 34.4%      | 12月27日 | 16.7%      | 4月12日  |
| 1985年（昭和60年）           | 21.7%      | 31.9%      | 3月14日  | 13.9%      | 8月15日  |
| 1986年（昭和61年）           | 20.7%      | 28.4%      | 12月25日 | 15.3%      | 9月25日  |
| 1987年（昭和62年）           | 20.7%      | 26.7%      | 12月24日 | 14.5%      | 1月8日   |
| 1988年（昭和63年）           | 17.4%      | 26.0%      | 3月17日  | 8.6%       | 11月17日 |
| 1989年（昭和64年／平成元年） | 11.1%      | 18.6%      | 1月5日   | 6.9%       | 4月13日  |

視聴率が1985年を境に急落しているのは、初回から司会を担当していた久米宏が降板したことや、中村あゆみや渡辺美里、BOØWYなどといったテレビ出演に消極的なアーティストがランクインする回数が増えたこと、またランクインしても出演辞退が相次いだことで、出演者席に空席が目立つようになったからである。
また、オーケストラの生演奏（伴奏）を必要としない上記の様なロック系の歌手が増えた事に加えて、松田聖子や中森明菜など『アイドル系』だった歌手も曲のイメージや雰囲気を維持（統一の狙いもある）するためにレコード・CD・カセットテープと同一のカラオケや専属バンドで歌唱することが増え、いつものCDとは違うオーケストラに依る生演奏やアレンジを楽しむ『面白さ』が減少したことも無視出来ない。
ちなみに1989年9月28日の最終回では、当然オーケストラ(宮間利之とニューハード＋GTサウンド)は出演しているが、ランクインした全ての歌手がオーケストラ不要の楽曲ばかりであった為に生演奏したのは、歌手が登場時のファンファーレだけという状況であった。
89年にも下落が見られるがこれは前述の通り、フジテレビで同時刻に「とんねるずのみなさんのおかげです」がスタートしたからである。

## 司会

### レギュラー司会
| 担当期間 （放送回数）                                                       | 男性               | 女性     |
| --------------------------------------------------------------------------- | ------------------ | -------- |
| 1978年（昭和53年）1月19日 - 1985年（昭和60年）4月25日 （第1回 - 第375回）   | 久米宏             | 黒柳徹子 |
| 1985年（昭和60年）5月2日 - 1985年（昭和60年）9月26日 （第376回 - 第397回）  | （司会者輪番制）   | 黒柳徹子 |
| 1985年（昭和60年）10月3日 - 1986年（昭和61年）9月25日 （第398回 - 第448回） | 小西博之           | 黒柳徹子 |
| 1986年（昭和61年）10月2日 - 1989年（昭和64年）1月5日 （第449回 - 第565回）  | 松下賢次           | 黒柳徹子 |
| 1989年（平成元年）1月12日 - 1989年（平成元年）9月28日 （第566回 - 第603回） | 渡辺正行、柄沢晃弘 | 黒柳徹子 |

初回放送の前週に放送された『ザ・ベストテン前夜祭』（1978年1月12日）が黒柳・久米コンビの司会スタート。正式の最終回（1989年10月5日）は4代目の黒柳・渡辺・柄沢トリオが主に司会を担当した。
なお、上記の放送回数はランキング紹介を行ったレギュラー放送回についての通算回数を表記しており、この前夜祭と正規最終回の回数は含まれていない（これらを含むと通算放送回数は605回）。また、初代男性司会者の久米については前番組に当たる『トップスターショー・歌ある限り』のサブ司会を担当しており、それを含めたTBS木曜21時枠での通算司会期間は計9年7か月となる。

### 代役司会
代役司会として多くのタレント・文化人が様々な形で登板した。代役司会の最初とも言うべきはタモリで、1981年2月5日に久米宏の代打として登場。久米明とのコンビ登場（1983年8月25日）などその後もさまざまな形でベストテンに登場した。
久米宏担当時においては、1981年の女性問題に伴う謹慎時、また1982年6月17日と6月24日放送で久米が盲腸炎（虫垂炎）で入院し欠席した際には、追っかけマンだった松宮一彦と生島ヒロシが代役を担当した。
特に1985年4月の久米降板から2代目司会者に小西博之に決定するまでの1985年5月から9月の間は、黒柳のパートナー不在のため代打司会を多く起用している。これは、久米が2代目の司会に松宮の起用を望んでいたものの、久米の後釜というプレッシャーから辞退したなどのため、なかなか正式な司会が決まらなかったことによる。
松下担当時は、TBSの労働組合のストライキのため番組を欠席したが、このときは代理司会を置かず、スタジオには頭に鉢巻、肩に襷をかけ、右手にマイクを持ったタキシード姿の松下の等身大の人形が置かれた（1987年4月23日放送）。また、追っかけマンもTBS担当分については、通常は出演していなかった藤田和弘など管理職および役員待遇のアナウンサーらが担当していた。
一貫して司会を務めた黒柳も、1984年にユニセフ国際親善大使に任命されてから海外への会議や視察のため年に1 - 2回ほど番組を欠席しており、その際は男性司会者が単独で司会をすることが多かったが、特別に代理司会を立てることもあった。

#### 久米担当期
- 1981年2月5日、休暇を取った久米の代役に、タモリと西田敏行[注釈 47]が登場。この回では、冒頭におけるランキングの4要素の歌手名・曲名の読み上げは行われず、今週のランキングの歌手名・曲名の読み上げや細部の進行は黒柳が担当した。
- 1981年7月16日、久米の代役でタモリが登場。
- 1982年2月25日、久米の代役で西田が派手な衣装で登場。第6位の「麗人」でランクインした沢田研二とともに、特別ゲストとして前年の大河ドラマ『おんな太閤記』で共演した佐久間良子が登場[注釈 48]。佐久間に西田が「佐久間良子さんに捧げる歌 いかすぜ!この恋」を披露。また、第1位の松田聖子「赤いスイートピー」のお祝いに、黒柳・佐久間・西田の3名でグランドピアノを連弾した。
- 1983年6月30日、黒柳がイタリア・パレルモで開催された世界ろう者会議に参加するため欠席。代役司会は設けず、前半の今週のベストテン部分は久米単独で進行。後半は、1983年上半期ベストテンも放送したため、久米に加え、松宮が進行補助として加わった。
- 1984年2月16日、久米の代役でおすぎとピーコが登場した（放送時間内に314通の苦情、励まし、質問が寄せられた）。
- 1984年8月16日、黒柳が夏休みのため所ジョージが登場。1位の中森明菜に自作の「お祝いの歌」を贈っていた。所は1998年から2000年までフジテレビ系列局で放送された『MUSIC HAMMER』でも同様に1位の歌手に「お祝いの歌」を贈っていた。
- 1984年8月30日、久米の休みのため桂文珍が登場。この日、石川秀美が「熱風」（第9位）を横浜のレストラン「ドルフィン」から、田原俊彦が「顔に書いた恋愛小説」（第3位）を東京都内から、松田聖子が「ピンクのモーツァルト」（第2位）を長崎のNBC長崎放送社内から、それぞれ中継で歌った。

#### 久米降板後（1985年5月～9月）
ゲスト司会者登場時の進行補助、もしくはゲスト司会者が登場しない回における進行を、1985年5月2日から6月27日放送までは松下賢次、7月4日から9月26日放送までは生島が担当した。
- 1985年5月9日、近藤真彦が登場。
- 1985年5月16日、武田鉄矢が登場。
- 1985年5月30日、渡辺徹が登場。
- 1985年6月13日、近藤真彦が登場。
- 1985年6月20日、黒柳の代役で木内みどりが登場。
- 1985年7月25日、草野仁・森本毅郎が登場。当時草野が『朝のホットライン』、森本が『森本ワイド モーニングEye』（後の「モーニングEye」）と平日朝の帯番組の司会を務めていた2人が、黒柳との3人体制において司会を担当した。後に草野・黒柳は1986年から放送されている『日立 世界・ふしぎ発見!』でも共演している。
- 1985年8月8日、中村雅俊が登場。
- 1985年8月15日には終戦の日にちなんで小沢昭一が登場。スポットライトに歌手としても登場し「ハーモニカ ブルース」を披露。
- 1985年9月19日、カール・ルイスの「スポットライト」登場時にケント・ギルバートとチャック・ウィルソンが登場。両名は当時直前番組『世界まるごとHOWマッチ』（毎日放送制作）の隔週交代によるレギュラー解答者だった。

#### 小西担当期
- 1986年7月23日、小西が欠席し松下が登場。

#### 松下担当期
- 1987年6月11日、黒柳がソビエト連邦出張のため田中裕子が登場。
- 1987年12月10日、松下が読売ジャイアンツ優勝旅行に同行取材のため板東英二が登場。
- 1988年4月7日、松下がマスターズゴルフ実況による海外出張のため高田純次が登場。その後黒柳・高田コンビは後番組『音楽派トゥギャザー』でコンビを組む。1位の歌の後に兵藤ゆきと「CHANCE!心ときめいて」を披露。スポットライトが、1位の後に歌う異例な措置。
- 1988年9月1日、松下が出張のため森末慎二が登場。なおこの回の「3位」・「2位」・「1位」は、金メダリストの森末に因んで、「銅メダル」・「銀メダル」・「金メダル」と言っていた[注釈 49] 。
- 1988年9月8日、松下が全米オープンテニスによる海外出張のため井上順が登場。井上は、1973年3月から1974年9月まで同局で放送された歌謡番組『火曜歌謡ビッグマッチ』以来の黒柳との共演だった。また進行補助として浦口直樹も出演した。
- 1988年12月1日、黒柳がユニセフ会議のため楠田枝里子・諸星和己が司会を担当し、松下が補助に回った。この回がタレントや歌手が代理司会した実質最後の回である。

#### 1989年1月以降
1989年からは、柄沢晃弘が欠席の時には、ベストテン特派員の吉本多江が代理出席する程度。ただし、大リーグ観戦で欠席した9月7日の600回は追っかけマンの松宮が担当した。1月5日放送のみ歴代の司会者の一部が登場した以外は通常の司会者が務めた。最終回直前になると、黒柳・渡辺・柄沢・吉本の4人で司会進行する回がしばしばあった。
- 1989年8月24日、黒柳が欠席し、渡辺・柄沢の男性2人コンビで進行。

## 中継
歌手が仕事の都合等でスタジオに来られない場合でも、“追いかけます、お出かけならばどこまでも”を売りに、当時TBSアナウンサーだった松宮一彦や生島ヒロシ、JNN各局のアナウンサーが「追っかけマン」「追っかけウーマン」として登場し、現地からの歌唱を中継披露するのも恒例行事であった。なお、海外中継や延長戦など「追っかけマン」「追っかけウーマン」が登場せずに歌手だけのケースも存在する。
初登場の松田聖子は羽田空港に到着後すぐランプエリアで歌い、その後甲子園から梅田へ向けて走る阪神電車の車内で歌ったり、当時現役の国鉄職員だった「車掌さん歌手」こと伊藤敏博は勤務先の富山県や石川県の北陸本線の駅や車両基地で歌い、『スチュワーデス物語』撮影中の堀ちえみが、日本航空のスチュワーデスの服装で（すなわち、撮影用の衣装のまま）成田空港のハンガー内に駐機しているボーイング747の機内で歌ったり、郷ひろみが熊本駅に停車中で出発間際の特急おおよどに乗車し乗降デッキで歌っている途中でドアが閉まり発車した事、近藤真彦と田原俊彦が原宿・表参道のど真ん中を走るキャデラックのオープンカーの上から中継したり、斉藤由貴がNHK連続テレビ小説『はね駒』出演中、収録の合間を縫ってNHKの駐車場に簡易セットを組み立てて歌ってもらうなど、変わったシチュエーションでの中継も多かった。
新幹線での移動途中の中継は番組でよく行われ、静岡駅や名古屋駅、新大阪駅での停車時間帯を狙った中継も多かった。特に静岡駅や名古屋駅では停車時間が短いこともあり、歌の途中でドアが閉まり、そのまま発車してしまうことも幾度かあった。移動途中での中継は「新幹線から下車してホームで歌う」「停車時間に合わせてデッキから歌う」というパターンが多かったが、「駅周辺のビルから新幹線の車中で歌う歌手を撮影」といったものもあった。田原俊彦（「ピエロ」1983年3月31日放送、名古屋駅停車中）や小泉今日子（「迷宮のアンドローラ」1984年8月16日放送、新横浜駅停車中）、中森明菜（「十戒-1984-」1984年8月23日放送、姫路駅停車中）などがこのパターンだったが、田原のケースでは唄っている途中に列車が出発してしまい、小泉のケースでは本人はどこから撮影しているか最後までわからないようであった。
コンサートで地方に行っている歌手が、終了後に近くの名所から中継することも多く、沢田研二はグラバー園から、松田聖子は松本城などからの中継もあった。名所だけでなく、渥美二郎は営業先である山形のキャバレーのステージから、また欧陽菲菲や中山美穂は郵便局の中といった、変わった場所からの中継もあった。
国内中継での珍しいパターンとしては、東名高速道路を車で移動中だった田原俊彦（東京から西へ）と中森明菜（愛知県瀬戸市から東京へ。「少女A」1982年11月18日放送）が、いったん高速を降り、静岡インターチェンジ至近にあったSBS本社から中継で歌うというものもあった。しかし田原の方は番組放送時間中にSBS本社へ到着できず、放送終了後何とか到着したところで、SBS本社に見物に来たファンへのサービスおよび翌週放送分の素材として収録を始めたが、マイクロ回線の使用予約時間を過ぎてしまい、曲の1番を歌い終えたところで回線が途絶えてしまうというハプニングもあった。また、田原の中継では温泉の男湯から行ったものもあった。これは直前にジャニーズ系タレントのイベントで将棋倒し事故が起こったことから、「女の子のいないところから中継しよう」という判断に基づいたものであった。
海外からの中継も多く、杏里のホノルルのレコーディングスタジオからの中継、近藤真彦のハワイ沖の豪華客船からの中継、徳永英明のニューヨークからの中継、一風堂のロンドンやリヴァプールからの中継（イギリスのロックバンド・JAPANとの共演）、カリフォルニア州のデスバレーでパラシュートを背負った沢田研二が「TOKIO」を熱唱した一件などがある。当時政情が不安定だったカンボジアでロケ中だった南野陽子を追いかけてソ連の支援で建てられたプノンペンの放送局から中継したこともある。
少年隊はオーストラリアのアデレードから生中継を行ったが「ABC」（1988年1月28日放送・同年1月月間ベストテン4位、週間10位）を歌唱中に、現地のテレビ局の電波と中継用の衛星回線が混信したのが原因で、突然現地のドラマの映像が流れ出す、といったハプニングがあった。この時の司会の松下は、少年隊が歌っていた時にソファーで横になっていたが、すぐさまオーストラリアのドラマの映像（中年の男性が映っていた）に対して「この方はオーストラリアの大変有名な俳優さんでございまして、日本の森繁久彌さんのような非常に重厚な演技で知られております」とアドリブで解説を入れた。
追っかけの対象は歌手だけでなく、司会である黒柳も同様だった。これは番組開始時に、黒柳が司会に就任する条件の一つとして「毎年海外旅行に行くので2 - 3週間の夏季休暇が取れること」を挙げ、番組側がこれを受諾したことが遠因。しかし、番組制作側としてはメイン出演者の一人である黒柳を3週間も欠くことは大きな痛手であると考えたため、結局黒柳の旅行先である海外までスタッフを派遣し、衛星生中継で黒柳を出演させた。出演歌手がスタジオに来られない場合はスタジオ、黒柳、歌手と3次元中継も行われた。黒柳を追いかけての衛星生中継は、1978年のニューヨークに始まりオスロ、パリなど毎年夏の恒例となり、1984年には久米も黒柳と共に休暇でドイツに行っていた為、ミュンヘンからの衛星生中継を行った。
当番組が始まる以前には、『TBS歌のグランプリ』でも不定期に全国各地からの中継を行っていた。
久米時代にはスタジオからの呼びかけがあってから、追っかけマン・追っかけウーマンが自己紹介をしていたが、久米降板後はランキング発表後すぐ中継に入り、自己紹介は廃止された。

### 追っかけマン・追っかけウーマン（中継リポーター）
出演していたアナウンサーの一部は、『朝のホットライン』にも並行して出演していた者が多い（HBCの田中徳志郎、TYSの横溝洋一郎、RKBの安田瑞代など）。また、TBSの松宮一彦は終了2時間後の24時から『SURF&SNOW』、CBCの小堀勝啓は同時間帯に『小堀勝啓のわ!Wide とにかく今夜がパラダイス』など夜間帯のワイド番組や音楽番組を担当したり、『RKBベスト歌謡50』を担当していたRKBの林幹雄のようにランキング番組（当然、この番組のランキング四要素の一部となっていた）を担当するアナウンサーなど、ラジオの仕事と兼務していたアナウンサーもいた。
JNN系列各局
- TBS（現：TBSテレビ） - 松宮一彦、生島ヒロシ、松下賢次 、高橋進、吉川美代子、三雲孝江、浦口直樹、小笠原保子、神津栄子、牧嶋博子、藤田和弘[注釈 53]、畑恵美子（戸田恵美子）、清原正博、大沢悠里 [注釈 54]
- HBC 北海道放送 - Mr.デーブマン（高田文之）、島森則夫、ジャンボ秀克、田中徳志郎、桜井宏、大久保真弓、野宮範子、天野博章、鎌田強、若山昌子、赤城敏正、大神政敏、野田朝子
- ATV 青森テレビ - 及川羊子、小林文子、竹下秀樹
- IBC 岩手放送 - 千輝順子、樋田由美子、水越かおる
- TBC 東北放送 - 鈴木俊光、福井弘文、石川太郎、菅家真奈紀
- FTV 福島テレビ（ - 1983年） - 斎藤知加子（現：鈴木知加子）、金井淳郎
- TUF テレビユー福島（1983年12月8日 - ） - 桑折久子[注釈 55]、吉野恵、佐藤千春
- UTY テレビ山梨 - 佐藤泰男
- BSN 新潟放送 - 小原三永子、前川乃利子
- SBC 信越放送 - 久保正彰、舩戸導洋、小林万利子、堀内由香
- SBS 静岡放送 - 上原孝男、野田靖博
- MRO 北陸放送 - 八田静輔、笹原忠義、沼田憲和、久保千浪、星野圭子、山田美幸
- CBC 中部日本放送（現：CBCテレビ） - 荒川戦一、島津靖雄、小堀勝啓、重盛啓之、冨田和音、松山香織
- MBS 毎日放送 - 斎藤努、青木和雄、増田一樹、金指誠、三上智恵、鈴江香（現：関岡香）
- BSS 山陰放送 - 松村佳代子、荒井由岐子、中村緑、大谷典子
- RSK 山陽放送[注釈 56] - 中尾俊直、滝沢忠孝、石田好伸、鍋島昭茂
- RCC 中国放送 - 牧野睦夫、大谷葉子、田中俊雄、橋本裕之、木下和恵
- TYS テレビ山口 - 米山千枝子、杉山裕子、和田芳江、横溝洋一郎
- KUTV テレビ高知 - 池知学、谷沿圭子、森博和
- RKB毎日放送 - 林幹雄、葉山さつき、山下奈緒美、安田瑞代
- NBC 長崎放送 - 川瀬隆史、長井ありさ
- RKK 熊本放送 - 原武博之、梶原一生、小宮恵子、福島絵美
- OBS 大分放送 - 中野公児、海原みどり
- MRT 宮崎放送 - 樫元洋、長田新、遠藤玲子
- MBC 南日本放送 - 二見いすず、古川廣生、采野吉洋、井川千也、山崎典子
- RBC 琉球放送 - 東江八十郎、箕田和男、橋本邦彦

ベストテン特派員（1989年のみ）
- 吉本多江[注釈 57]

系列外
- ABS 秋田放送 - 丹内百子（現：丹内モモコ）、柳沼慎一
- RNB 南海放送 - 戒田節子、松沢はつみ、宇都宮基師

特別番組（ザ・ベストテン2001 - 2004）
- 安東弘樹（2001、2002）
- 木村郁美
- 小倉弘子
- 山内あゆ
- 竹内香苗
- 斎藤哲也（2003）
- 高野貴裕（2004、TBS“ハイテンション”アナウンサー。草津スキー場から中継）
- 高畑百合子（2004、TBS“ラウドネス”アナウンサー。大阪から中継）
- 山田愛里（2004、TBS“ロイヤル”アナウンサー。長崎から中継）

ドリーム・プレス社コーナー「復活!ザ・ベストテン」
- 川田亜子（2006）

## 番組担当の歴代オーケストラ
TBSの音楽番組は古くから『音の質にこだわった』番組作りを行っており、ランキング方式を採用した当番組においてもこの方向性は踏襲されて、その要求に応えられる優秀なジャズオーケストラ(ビッグバンド)が起用されている。
オーケストラのセットは番組開始初期は中心が「10」を模した形となっており、その「0」の中にベースとピアノ演奏者の2名を配置していたが、1981年3月26日の放送からステレオ放送対応と共に円形になり、ドラムとラテンパーカションを加えた4名に増員された。この時にランクイン曲の多様な伴奏に対応するためシンセサイザーが導入された。
この「0」と同じデザインが歌手の足元にも配置されており、ソロ歌手はその中心で歌っていたが、オケ前でもセットや多彩な照明演出が行われるようになったため、使用は番組開始すぐの司会者のトーク時のみで1987年ごろから歌唱シーンには使用しないようになった。
夜のヒットスタジオ（1985年4月のリニューアルから管楽器7名削減）など他の音楽番組が、1980年代後半になるとオーケストラの生演奏を必要としない歌手が増えたことを理由にオーケストラの人数を縮小または廃止したにもかかわらず、本番組では設置されない週が増えこそすれ処置としての縮小や廃止は一切とられなかった。これは、音楽監督の判断だった。
基本は38名編成（管楽器13名、弦楽器14名、ピアノ1名、ドラム1名、シンセサイザー1名、ベース1名、ギター2名（リードギター1、サイドギター1）パーカッション2名（ラテン1、クラシック1）コーラス女性3名）
オーケストラメンバーは基本的に白のジャケット、黒のスラックスで女性は白のドレス姿だった。曲のイメージによって中森明菜が「SAND BEIGE -砂漠へ-」でランクインした際は全員がアラビア風のクーフィーヤをつけたり、南野陽子が「話しかけたかった」でランクインした際は詰襟学生服を着て演奏したりと、番組に華を添えていた。
- 原信夫とシャープス&フラッツ - 1978年のみ数回担当。
- 宮間利之&ニューハード - ザ・ベストテンの前番組であった『トップスターショー 歌ある限り』から引き続き、前夜祭を含めて初回から演奏を担当。1993年・1994年ベストテン同窓会も担当。
- 高橋達也と東京ユニオン - 1984年6月28日・1986年よりニューハードと隔週で交互に担当
- 1986年以降は、同じ曲が連続でランクインした際は、ニューハードと東京ユニオンのふたつのバンド演奏が存在する事に成るが、同じ譜面で演奏していても、出て来る音はかなり異なる。バンドの目指す方向性の違いから管楽器の音色も違うが、ドラムは歌手登場時のファンファーレを初め、奏者の個性が顕著に出ている。ニューハードのS氏はスネア主体(早叩きテクニックが絶妙)でシンバルを効果的に加えているのに対し、東京ユニオンのI氏は高めの音色で歯切れの良いスネアにタムタムやフロアタムを巧妙に加えている。
- 岡本章生とゲイスターズ - 1984年7月5日・2006年の復活版担当
- 高橋達也とリユニオン - 2000年12月30日のSAMBA・TV内の復活版担当
- GTサウンド - 弦楽器担当 - ザ・ベストテンの前番組であった『トップスターショー 歌ある限り』から引き続き、通常のレギュラー出演である。
- クリエイトサウンド - 弦楽器担当
- 指揮：長洲忠彦 前夜祭から最終回まで担当、またスペシャル版、1995年の同窓会「春の豪華版スペシャル」でもタクトを振る。
  - 長洲忠彦欠席週(1986年9月～10月)は、高橋達也と東京ユニオンの演奏時はリーダー兼テナーサックス奏者の高橋達也が代行したが、高橋が抜けたテナーサックス1名を補充しなかった為、オーケストラピット最上段中央のサックスパートが4名と成っていた。
  - 宮間利之とニューハードの演奏時は通常はリードトロンボーンを担当しており、バンドの副指揮者でもある片岡輝彦が代行したが、片岡が抜けたトロンボーン1名を補充したので、バンド編成は通常通り維持されていた。
  - 長洲忠彦欠席週の番組ラストのエンドロールに代行指揮者の表記は行われずであった。
  - 歌手登場時のファンファーレは全て長洲忠彦氏の作曲であり、「自身の指揮で歌手を迎えたい」との意向があったので、長洲の欠席時はあらかじめ録音されたカラオケで登場している。(2009年頃に発売されたCD「ザ・ベストテン」に収録の物と同じ音)
  - 2000年から2004年まで年末恒例のザ・ベストテンからは小野寺忠和に交代
  - 2006年の復活版は岡本章生が担当
  - 2013年の金スマでは、OP作曲者の服部克久が担当

### 番組専属のオーケストラが設置されなかった回
- 300回目（IN長崎）
- 350回目（IN岡山）
- 400回目（IN静岡）
- 450回目（IN松本）
- 500回目（IN仙台）
- 1988年4月21日・6月23日・7月28日・8月4日・8月18日
- 552回目（IN鹿児島）
- 1989年1月5日・2月23日・4月20日・5月4日・5月18日・6月8日・6月15日・7月20日・8月3日・8月10日・8月17日・9月14日

## ランキング・出演データ

### 年間ベストテン第1位獲得曲
| 年度               | 曲名              | 歌手名            |
| ------------------ | ----------------- | ----------------- |
| 1978年（昭和53年） | 銃爪（ひきがね）  | 世良公則&ツイスト |
| 1979年（昭和54年） | おもいで酒        | 小林幸子          |
| 1980年（昭和55年） | 倖せさがして      | 五木ひろし        |
| 1981年（昭和56年） | ルビーの指環      | 寺尾聰            |
| 1982年（昭和57年） | 北酒場            | 細川たかし        |
| 1983年（昭和58年） | 矢切の渡し        | 細川たかし        |
| 1984年（昭和59年） | 長良川艶歌        | 五木ひろし        |
| 1985年（昭和60年） | 悲しみにさよなら  | 安全地帯          |
| 1986年（昭和61年） | BAN BAN BAN       | KUWATA BAND       |
| 1987年（昭和62年） | 追憶              | 五木ひろし        |
| 1988年（昭和63年） | 抱きしめてTONIGHT | 田原俊彦          |

### 各年の年間ベストテン
| #    | 曲名                          | 歌手                 |
| ---- | ----------------------------- | -------------------- |
| 1位  | 銃爪                          | 世良公則&ツイスト    |
| 2位  | 微笑がえし                    | キャンディーズ       |
| 3位  | 宿無し                        | 世良公則&ツイスト    |
| 4位  | サムライ                      | 沢田研二             |
| 5位  | プレイバックPart2             | 山口百恵             |
| 6位  | ダーリング                    | 沢田研二             |
| 7位  | ジョニーの子守唄              | アリス               |
| 8位  | サウスポー                    | ピンク・レディー     |
| 9位  | ブルースカイ ブルー           | 西城秀樹             |
| 10位 | 林檎殺人事件                  | 郷ひろみ・樹木希林   |
| 11位 | LOVE (抱きしめたい)           | 沢田研二             |
| 12位 | 時間よとまれ                  | 矢沢永吉             |
| 13位 | 絶体絶命                      | 山口百恵             |
| 14位 | 季節の中で                    | 松山千春             |
| 15位 | UFO                           | ピンク・レディー     |
| 16位 | かもめが翔んだ日              | 渡辺真知子           |
| 17位 | モンスター                    | ピンク・レディー     |
| 18位 | 炎                            | 西城秀樹             |
| 19位 | Mr.サマータイム               | サーカス             |
| 20位 | 君のひとみは10000ボルト       | 堀内孝雄             |
| 21位 | 涙の誓い                      | アリス               |
| 22位 | バイブレーション (胸から胸へ) | 郷ひろみ             |
| 23位 | 勝手にシンドバッド            | サザンオールスターズ |
| 24位 | 乙女座 宮                     | 山口百恵             |
| 25位 | カナダからの手紙              | 平尾昌晃・畑中葉子   |
| 26位 | 迷い道                        | 渡辺真知子           |
| 27位 | タイムトラベル                | 原田真二             |
| 28位 | 透明人間                      | ピンク・レディー     |
| 29位 | 冬の稲妻                      | アリス               |
| 30位 | あなたと愛のために            | 西城秀樹             |
| 31位 | グッド・ラック                | 野口五郎             |
| 32位 | ブーツをぬいで朝食を          | 西城秀樹             |
| 33位 | 泣き上手                      | 野口五郎             |
| 34位 | ブルー                        | 渡辺真知子           |
| 35位 | 飛んでイスタンブール          | 庄野真代             |
| 36位 | 青葉城恋唄                    | さとう宗幸           |
| 37位 | あんたのバラード              | 世良公則&ツイスト    |
| 38位 | 愛よ甦れ                      | 野口五郎             |
| 39位 | ハリウッド・スキャンダル      | 郷ひろみ             |
| 40位 | シャドー・ボクサー            | 原田真二             |
| 41位 | 時には娼婦のように            | 黒沢年男             |
| 42位 | みずいろの雨                  | 八神純子             |
| 43位 | リップスティック              | 桜田淳子             |
| 44位 | たそがれマイ・ラブ            | 大橋純子             |
| 45位 | ヤマトより愛をこめて          | 沢田研二             |
| 46位 | 夏のお嬢さん                  | 榊原郁恵             |
| 47位 | 花しぐれ                      | 高田みづえ           |
| 48位 | キャンディ                    | 原田真二             |
| 49位 | 潮どき                        | 五木ひろし           |
| 50位 | わな                          | キャンディーズ       |

| #    | 曲名                               | 歌手                      |
| ---- | ---------------------------------- | ------------------------- |
| 1位  | おもいで酒                         | 小林幸子                  |
| 2位  | いとしのエリー                     | サザンオールスターズ      |
| 3位  | 夢追い酒                           | 渥美二郎                  |
| 4位  | カリフォルニア・コネクション       | 水谷豊                    |
| 5位  | 燃えろいい女                       | 世良公則&ツイスト         |
| 6位  | 関白宣言                           | さだまさし                |
| 7位  | YOUNG MAN (Y.M.C.A.)               | 西城秀樹                  |
| 8位  | 銀河鉄道999                        | ゴダイゴ                  |
| 9位  | きみの朝                           | 岸田智史                  |
| 10位 | チャンピオン                       | アリス                    |
| 11位 | 魅せられて                         | ジュディ・オング          |
| 12位 | みちづれ                           | 牧村三枝子                |
| 13位 | カサブランカ・ダンディ             | 沢田研二                  |
| 14位 | ホップ・ステップ・ジャンプ         | 西城秀樹                  |
| 15位 | ガンダーラ                         | ゴダイゴ                  |
| 16位 | 勇気があれば                       | 西城秀樹                  |
| 17位 | 愛の嵐                             | 山口百恵                  |
| 18位 | 虹とスニーカーの頃                 | チューリップ              |
| 19位 | 新宿・みなと町                     | 森進一                    |
| 20位 | ビューティフル・ネーム             | ゴダイゴ                  |
| 21位 | HERO（ヒーローになる時、それは今） | 甲斐バンド                |
| 22位 | マイレディー                       | 郷ひろみ                  |
| 23位 | セクシャルバイオレットNo.1         | 桑名正博                  |
| 24位 | モンキー・マジック                 | ゴダイゴ                  |
| 25位 | しなやかに歌って                   | 山口百恵                  |
| 26位 | 美・サイレント                     | 山口百恵                  |
| 27位 | 性(さが)                           | 世良公則&ツイスト         |
| 28位 | OH! ギャル                         | 沢田研二                  |
| 29位 | アメリカン・フィーリング           | サーカス                  |
| 30位 | 窓                                 | 松山千春                  |
| 31位 | よせばいいのに                     | 敏いとうとハッピー&ブルー |
| 32位 | 北国の春                           | 千昌夫                    |
| 33位 | 愛の水中花                         | 松坂慶子                  |
| 34位 | いい日旅立ち                       | 山口百恵                  |
| 35位 | 想い出のスクリーン                 | 八神純子                  |
| 36位 | 君は薔薇より美しい                 | 布施明                    |
| 37位 | ポーラー・スター                   | 八神純子                  |
| 38位 | 天までとどけ                       | さだまさし                |
| 39位 | 夜明け                             | 松山千春                  |
| 40位 | いつも心に太陽を                   | 郷ひろみ                  |
| 41位 | 夢去りし街角                       | アリス                    |
| 42位 | 思い過ごしも恋のうち               | サザンオールスターズ      |
| 43位 | 万華鏡                             | 岩崎宏美                  |
| 44位 | おまえとふたり                     | 五木ひろし                |
| 45位 | ピンク・タイフーン                 | ピンク・レディー          |
| 46位 | 送春曲                             | 野口五郎                  |
| 47位 | 夢想花                             | 円広志                    |
| 48位 | おやじの海                         | 村木賢吉                  |
| 49位 | 波乗りパイレーツ                   | ピンク・レディー          |
| 50位 | 真夏の夜の夢                       | 野口五郎                  |

| #    | 曲名                     | 歌手                          |
| ---- | ------------------------ | ----------------------------- |
| 1位  | 倖せさがして             | 五木ひろし                    |
| 2位  | ダンシング・オールナイト | もんた&ブラザーズ             |
| 3位  | 別れても好きな人         | ロス・インディオス&シルヴィア |
| 4位  | 大都会                   | クリスタルキング              |
| 5位  | 順子                     | 長渕剛                        |
| 6位  | 哀愁でいと               | 田原俊彦                      |
| 7位  | 贈る言葉                 | 海援隊                        |
| 8位  | パープルタウン           | 八神純子                      |
| 9位  | ランナウェイ             | シャネルズ                    |
| 10位 | 私はピアノ               | 高田みづえ                    |
| 11位 | ふたりの夜明け           | 五木ひろし                    |
| 12位 | おまえとふたり           | 五木ひろし                    |
| 13位 | How many いい顔          | 郷ひろみ                      |
| 14位 | さよなら                 | オフコース                    |
| 15位 | 昴                       | 谷村新司                      |
| 16位 | 青い珊瑚礁               | 松田聖子                      |
| 17位 | 蜃気楼                   | クリスタルキング              |
| 18位 | ハッとして!Good          | 田原俊彦                      |
| 19位 | とまり木                 | 小林幸子                      |
| 20位 | TOKIO                    | 沢田研二                      |
| 21位 | 唇よ、熱く君を語れ       | 渡辺真知子                    |
| 22位 | ロックンロール・ウィドウ | 山口百恵                      |
| 23位 | 謝肉祭                   | 山口百恵                      |
| 24位 | 雨の慕情                 | 八代亜紀                      |
| 25位 | さよならの向う側         | 山口百恵                      |
| 26位 | 風は秋色                 | 松田聖子                      |
| 27位 | 秋止符                   | アリス                        |
| 28位 | セクシー・ユー           | 郷ひろみ                      |
| 29位 | 異邦人                   | 久保田早紀                    |
| 30位 | 愛の園                   | 西城秀樹                      |
| 31位 | 悲しき友情               | 西城秀樹                      |
| 32位 | 恋人よ                   | 五輪真弓                      |
| 33位 | 恋                       | 松山千春                      |
| 34位 | セクシー・ナイト         | 三原順子                      |
| 35位 | 恋のバッド・チューニング | 沢田研二                      |
| 36位 | Yes-No                   | オフコース                    |
| 37位 | 防人の詩                 | さだまさし                    |
| 38位 | 酒場でDABADA             | 沢田研二                      |
| 39位 | 人生の空から             | 松山千春                      |
| 40位 | タブー（禁じられた愛）   | 郷ひろみ                      |
| 41位 | 狂った果実               | アリス                        |
| 42位 | 不思議なピーチパイ       | 竹内まりや                    |
| 43位 | ヤング・ボーイ           | 河合奈保子                    |
| 44位 | 愛染橋                   | 山口百恵                      |
| 45位 | 南回帰線                 | 滝ともはる・堀内孝雄          |
| 46位 | 俺たちの時代             | 西城秀樹                      |
| 47位 | LOVE SONG                | ツイスト                      |
| 48位 | SACHIKO                  | ばんばひろふみ                |
| 49位 | サンタマリアの祈り       | 西城秀樹                      |
| 50位 | ジェニーはご機嫌ななめ   | ジューシィ・フルーツ          |

| #    | 曲名                                     | 歌手           |
| ---- | ---------------------------------------- | -------------- |
| 1位  | ルビーの指環                             | 寺尾聰         |
| 2位  | みちのくひとり旅                         | 山本譲二       |
| 3位  | 長い夜                                   | 松山千春       |
| 4位  | 奥飛騨慕情                               | 竜鉄也         |
| 5位  | ハイスクールララバイ                     | イモ欽トリオ   |
| 6位  | 街角トワイライト                         | シャネルズ     |
| 7位  | ブルージーンズ メモリー                  | 近藤真彦       |
| 8位  | 守ってあげたい                           | 松任谷由実     |
| 9位  | スニーカーぶる〜す                       | 近藤真彦       |
| 10位 | ヨコハマ・チーク                         | 近藤真彦       |
| 11位 | 夏の扉                                   | 松田聖子       |
| 12位 | ギンギラギンにさりげなく                 | 近藤真彦       |
| 13位 | メモリーグラス                           | 堀江淳         |
| 14位 | 恋＝Do!                                  | 田原俊彦       |
| 15位 | シャドー・シティ                         | 寺尾聰         |
| 16位 | ツッパリHigh School Rock'n Roll (登校編) | 横浜銀蝿       |
| 17位 | チェリーブラッサム                       | 松田聖子       |
| 18位 | シンデレラ サマー                        | 石川優子       |
| 19位 | ブギ浮ぎI LOVE YOU                       | 田原俊彦       |
| 20位 | 人生かくれんぼ                           | 五木ひろし     |
| 21位 | まちぶせ                                 | 石川ひとみ     |
| 22位 | 白いパラソル                             | 松田聖子       |
| 23位 | ハリケーン                               | シャネルズ     |
| 24位 | 港・ひとり唄                             | 五木ひろし     |
| 25位 | お嫁サンバ                               | 郷ひろみ       |
| 26位 | もしもピアノが弾けたなら                 | 西田敏行       |
| 27位 | キッスは目にして!                        | ザ・ヴィーナス |
| 28位 | すみれ色の涙                             | 岩崎宏美       |
| 29位 | サヨナラ模様                             | 伊藤敏博       |
| 30位 | サンセット・メモリー                     | 杉村尚美       |
| 31位 | ス・ト・リ・ッ・パ・ー                   | 沢田研二       |
| 32位 | 風立ちぬ                                 | 松田聖子       |
| 33位 | キミに決定!                              | 田原俊彦       |
| 34位 | ペガサスの朝                             | 五十嵐浩晃     |
| 35位 | 悲しみ2(TOO)ヤング                       | 田原俊彦       |
| 36位 | 少女人形                                 | 伊藤つかさ     |
| 37位 | 渚のラブレター                           | 沢田研二       |
| 38位 | 万里の河                                 | チャゲ&飛鳥    |
| 39位 | 眠れぬ夜                                 | 西城秀樹       |
| 40位 | ロンリー・ハート                         | クリエーション |
| 41位 | スマイル・フォー・ミー                   | 河合奈保子     |
| 42位 | リトルガール                             | 西城秀樹       |
| 43位 | 春咲小紅                                 | 矢野顕子       |
| 44位 | 恋のぼんちシート                         | ザ・ぼんち     |
| 45位 | 出航 SASURAI                             | 寺尾聰         |
| 46位 | グッドラックLOVE                         | 田原俊彦       |
| 47位 | 羯徒毘ロ薫'狼琉                          | 横浜銀蝿       |
| 48位 | ブランデーグラス                         | 石原裕次郎     |
| 49位 | E気持                                    | 沖田浩之       |
| 50位 | 未完成                                   | 郷ひろみ       |

| #    | 曲名                           | 歌手                 |
| ---- | ------------------------------ | -------------------- |
| 1位  | 北酒場                         | 細川たかし           |
| 2位  | 聖母たちのララバイ             | 岩崎宏美             |
| 3位  | 待つわ                         | あみん               |
| 4位  | 心の色                         | 中村雅俊             |
| 5位  | チャコの海岸物語               | サザンオールスターズ |
| 6位  | ハイティーン・ブギ             | 近藤真彦             |
| 7位  | 赤いスイートピー               | 松田聖子             |
| 8位  | 哀愁のカサブランカ             | 郷ひろみ             |
| 9位  | ふられてBANZAI                 | 近藤真彦             |
| 10位 | 情熱☆熱風☽せれなーで           | 近藤真彦             |
| 11位 | 渚のバルコニー                 | 松田聖子             |
| 12位 | 少女A                          | 中森明菜             |
| 13位 | 君に薔薇薔薇…という感じ        | 田原俊彦             |
| 14位 | シルエット・ロマンス           | 大橋純子             |
| 15位 | 約束                           | 渡辺徹               |
| 16位 | ホレたぜ!乾杯                  | 近藤真彦             |
| 17位 | 原宿キッス                     | 田原俊彦             |
| 18位 | おまえにチェックイン           | 沢田研二             |
| 19位 | 色つきの女でいてくれよ         | ザ・タイガース       |
| 20位 | 赤道小町ドキッ                 | 山下久美子           |
| 21位 | すみれ September Love          | 一風堂               |
| 22位 | NINJIN娘                       | 田原俊彦             |
| 23位 | 小麦色のマーメイド             | 松田聖子             |
| 24位 | セーラー服と機関銃             | 薬師丸ひろ子         |
| 25位 | ウエディング・ベル             | シュガー             |
| 26位 | 契り                           | 五木ひろし           |
| 27位 | 誘惑スレスレ                   | 田原俊彦             |
| 28位 | ラ・セゾン                     | アン・ルイス         |
| 29位 | 6番目のユ・ウ・ウ・ツ          | 沢田研二             |
| 30位 | 夢の途中                       | 来生たかお           |
| 31位 | 夏をあきらめて                 | 研ナオコ             |
| 32位 | 男の勲章                       | 嶋大輔               |
| 33位 | 匂艶THE NIGHT CLUB             | サザンオールスターズ |
| 34位 | 誘惑                           | 中島みゆき           |
| 35位 | 野ばらのエチュード             | 松田聖子             |
| 36位 | YES MY LOVE                    | 矢沢永吉             |
| 37位 | 100%…SOかもね!                 | シブがき隊           |
| 38位 | 南十字星                       | 西城秀樹             |
| 39位 | ダンスはうまく踊れない         | 高樹澪               |
| 40位 | い・け・な・いルージュマジック | 忌野清志郎+坂本龍一  |
| 41位 | 麗人                           | 沢田研二             |
| 42位 | 夏のヒロイン                   | 河合奈保子           |
| 43位 | すずめ                         | 増田けい子           |
| 44位 | けんかをやめて                 | 河合奈保子           |
| 45位 | 3年目の浮気                    | ヒロシ&キーボー      |
| 46位 | NAI・NAI 16                    | シブがき隊           |
| 47位 | Ya Ya (あの時代を忘れない)     | サザンオールスターズ |
| 48位 | DESIRE                         | もんた&ブラザーズ    |
| 49位 | 聖・少女                       | 西城秀樹             |
| 50位 | $百萬BABY                      | Johnny               |

| #    | 曲名                       | 歌手                 |
| ---- | -------------------------- | -------------------- |
| 1位  | 矢切の渡し                 | 細川たかし           |
| 2位  | めだかの兄妹               | わらべ               |
| 3位  | さざんかの宿               | 大川栄策             |
| 4位  | 氷雨                       | 佳山明生             |
| 5位  | め組のひと                 | ラッツ&スター        |
| 6位  | 初恋                       | 村下孝蔵             |
| 7位  | 探偵物語                   | 薬師丸ひろ子         |
| 8位  | 1/2の神話                  | 中森明菜             |
| 9位  | メリーアン                 | アルフィー           |
| 10位 | 禁区                       | 中森明菜             |
| 11位 | CAT'S EYE                  | 杏里                 |
| 12位 | 浪花恋しぐれ               | 都はるみ・岡千秋     |
| 13位 | ガラスの林檎               | 松田聖子             |
| 14位 | 時をかける少女             | 原田知世             |
| 15位 | 天国のキッス               | 松田聖子             |
| 16位 | 細雪                       | 五木ひろし           |
| 17位 | 僕笑っちゃいます           | 風見慎吾             |
| 18位 | ミッドナイト・ステーション | 近藤真彦             |
| 19位 | ピエロ                     | 田原俊彦             |
| 20位 | 秘密の花園                 | 松田聖子             |
| 21位 | 氷雨                       | 日野美歌             |
| 22位 | ボヘミアン                 | 葛城ユキ             |
| 23位 | エスカレーション           | 河合奈保子           |
| 24位 | 春なのに                   | 柏原芳恵             |
| 25位 | 真夏の一秒                 | 近藤真彦             |
| 26位 | ためいきロ・カ・ビ・リー   | 近藤真彦             |
| 27位 | トワイライト -夕暮れ便り-  | 中森明菜             |
| 28位 | 悲しい色やね               | 上田正樹             |
| 29位 | さらば‥夏                  | 田原俊彦             |
| 30位 | セカンド・ラブ             | 中森明菜             |
| 31位 | 想い出がいっぱい           | H2O                  |
| 32位 | そんなヒロシに騙されて     | 高田みづえ           |
| 33位 | 19:00の街                  | 野口五郎             |
| 34位 | GOOD-BYE青春               | 長渕剛               |
| 35位 | シャワーな気分             | 田原俊彦             |
| 36位 | 冬のリヴィエラ             | 森進一               |
| 37位 | ボディ・スペシャルII       | サザンオールスターズ |
| 38位 | 夏色のナンシー             | 早見優               |
| 39位 | 君に、胸キュン。           | Y.M.O                |
| 40位 | ZOKKON 命                  | シブがき隊           |
| 41位 | 瞳はダイアモンド           | 松田聖子             |
| 42位 | 恋人も濡れる街角           | 中村雅俊             |
| 43位 | まっ赤な女の子             | 小泉今日子           |
| 44位 | 家路                       | 岩崎宏美             |
| 45位 | 半分少女                   | 小泉今日子           |
| 46位 | 挑発∞                      | シブがき隊           |
| 47位 | Hey! Bep-pin               | シブがき隊           |
| 48位 | 処女的衝撃!                | シブがき隊           |
| 49位 | UNバランス                 | 河合奈保子           |
| 50位 | ドラマティック・レイン     | 稲垣潤一             |

| #    | 曲名                       | 歌手                    |
| ---- | -------------------------- | ----------------------- |
| 1位  | 長良川艶歌                 | 五木ひろし              |
| 2位  | 涙のリクエスト             | チェッカーズ            |
| 3位  | 哀しくてジェラシー         | チェッカーズ            |
| 4位  | 星空のディスタンス         | アルフィー              |
| 5位  | ワインレッドの心           | 安全地帯                |
| 6位  | もしも明日が…。            | わらべ                  |
| 7位  | 星屑のステージ             | チェッカーズ            |
| 8位  | 十戒 (1984)                | 中森明菜                |
| 9位  | 娘よ                       | 芦屋雁之助              |
| 10位 | ふたりの愛ランド           | 石川優子&チャゲ         |
| 11位 | 北ウイング                 | 中森明菜                |
| 12位 | Rock'n Rouge               | 松田聖子                |
| 13位 | モニカ                     | 吉川晃司                |
| 14位 | サザン・ウインド           | 中森明菜                |
| 15位 | 雨音はショパンの調べ       | 小林麻美                |
| 16位 | ケジメなさい               | 近藤真彦                |
| 17位 | ミス・ブランニュー・デイ   | サザンオールスターズ    |
| 18位 | STARSHIP -光を求めて-      | アルフィー              |
| 19位 | ヤマトナデシコ七変化       | 小泉今日子              |
| 20位 | メイン・テーマ             | 薬師丸ひろ子            |
| 21位 | 迷宮のアンドローラ         | 小泉今日子              |
| 22位 | NEVER                      | MIE                     |
| 23位 | ギザギザハートの子守唄     | チェッカーズ            |
| 24位 | つぐない                   | テレサ・テン            |
| 25位 | お久しぶりね               | 小柳ルミ子              |
| 26位 | 時間の国のアリス           | 松田聖子                |
| 27位 | チャールストンにはまだ早い | 田原俊彦                |
| 28位 | 桃色吐息                   | 髙橋真梨子              |
| 29位 | ピンクのモーツァルト       | 松田聖子                |
| 30位 | 悲しみがとまらない         | 杏里                    |
| 31位 | 一番野郎                   | 近藤真彦                |
| 32位 | 恋人達のペイヴメント       | アルフィー              |
| 33位 | 泣かないで                 | 舘ひろし                |
| 34位 | 最愛                       | 柏原芳恵                |
| 35位 | 騎士道                     | 田原俊彦                |
| 36位 | 前略、道の上より           | 一世風靡セピア          |
| 37位 | 22歳                       | 谷村新司                |
| 38位 | サヨナラは八月のララバイ   | 吉川晃司                |
| 39位 | 君のハートはマリンブルー   | 杉山清貴&オメガトライブ |
| 40位 | 顔に書いた恋愛小説         | 田原俊彦                |
| 41位 | バージン・ブルー           | SALLY                   |
| 42位 | 浪花節だよ人生は           | 木村友衛                |
| 43位 | 渚のはいから人魚           | 小泉今日子              |
| 44位 | もしかしてPARTII           | 小林幸子・美樹克彦      |
| 45位 | ラ・ヴィアンローズ         | 吉川晃司                |
| 46位 | サムライ・ニッポン         | シブがき隊              |
| 47位 | 浪花節だよ人生は           | 細川たかし              |
| 48位 | ラヴ・イズ・オーヴァー     | 欧陽菲菲                |
| 49位 | 喝!                        | シブがき隊              |
| 50位 | 永遠に秘密さ               | 近藤真彦                |

| #    | 曲名                                        | 歌手                           |
| ---- | ------------------------------------------- | ------------------------------ |
| 1位  | 悲しみにさよなら                            | 安全地帯                       |
| 2位  | ふたりの夏物語                              | 杉山清貴&オメガトライブ        |
| 3位  | ミ・アモーレ                                | 中森明菜                       |
| 4位  | あの娘とスキャンダル                        | チェッカーズ                   |
| 5位  | 俺たちのロカビリーナイト                    | チェッカーズ                   |
| 6位  | そして…めぐり逢い                           | 五木ひろし                     |
| 7位  | 恋におちて -Fall in love-                   | 小林明子                       |
| 8位  | SAND BEIGE -砂漠へ-                         | 中森明菜                       |
| 9位  | Bye Bye My Love                             | サザンオールスターズ           |
| 10位 | 天使のウィンク                              | 松田聖子                       |
| 11位 | Romanticが止まらない                        | C-C-B                          |
| 12位 | 翼の折れたエンジェル                        | 中村あゆみ                     |
| 13位 | Lucky Chanceをもう一度                      | C-C-B                          |
| 14位 | 碧い瞳のエリス                              | 安全地帯                       |
| 15位 | シンデレラは眠れない                        | ALFEE                          |
| 16位 | 夏ざかりほの字組                            | Toshi&Naoko                    |
| 17位 | You Gotta Chance 〜ダンスで夏を抱きしめて〜 | 吉川晃司                       |
| 18位 | 雨の西麻布                                  | とんねるず                     |
| 19位 | 熱視線                                      | 安全地帯                       |
| 20位 | ふられ気分でRock'n' Roll                    | TOM★CAT                        |
| 21位 | 俺ら東京さ行ぐだ                            | 吉幾三                         |
| 22位 | メロディ                                    | サザンオールスターズ           |
| 23位 | ジュリアに傷心                              | チェッカーズ                   |
| 24位 | 涙のtake a chance                           | 風見慎吾                       |
| 25位 | あなたを・もっと・知りたくて                | 薬師丸ひろ子                   |
| 26位 | サイレンスがいっぱい                        | 杉山清貴&オメガトライブ        |
| 27位 | にくまれそうなNEWフェイス                   | 吉川晃司                       |
| 28位 | そして僕は途方に暮れる                      | 大沢誉志幸                     |
| 29位 | SOLITUDE                                    | 中森明菜                       |
| 30位 | シャイニン・オン 君が哀しい                 | LOOK                           |
| 31位 | 卒業                                        | 斉藤由貴                       |
| 32位 | セーラー服を脱がさないで                    | おニャン子クラブ               |
| 33位 | RAIN-DANCEがきこえる                        | 吉川晃司                       |
| 34位 | ボーイの季節                                | 松田聖子                       |
| 35位 | BOYのテーマ                                 | 菊池桃子                       |
| 36位 | The Stardust Memory                         | 小泉今日子                     |
| 37位 | スクール・ガール                            | C-C-B                          |
| 38位 | 夢絆                                        | 近藤真彦                       |
| 39位 | ヨイショッ!                                 | 近藤真彦                       |
| 40位 | 卒業-GRADUATION-                            | 菊池桃子                       |
| 41位 | 飾りじゃないのよ涙は                        | 中森明菜                       |
| 42位 | 神様ヘルプ!                                 | チェッカーズ                   |
| 43位 | 今だから                                    | 松任谷由実・小田和正・財津和夫 |
| 44位 | DJ in My Life                               | シブがき隊                     |
| 45位 | Young Bloods                                | 佐野元春                       |
| 46位 | 赤い鳥逃げた                                | 中森明菜                       |
| 47位 | 堕ちないでマドンナ                          | 田原俊彦                       |
| 48位 | 常夏娘                                      | 小泉今日子                     |
| 49位 | 霧のソフィア                                | ALFEE                          |
| 50位 | 六本木心中                                  | アン・ルイス                   |

| #    | 曲名                               | 歌手             |
| ---- | ---------------------------------- | ---------------- |
| 1位  | BAN BAN BAN                        | KUWATA BAND      |
| 2位  | DESIRE -情熱-                      | 中森明菜         |
| 3位  | シーズン・イン・ザ・サン           | チューブ         |
| 4位  | 仮面舞踏会                         | 少年隊           |
| 5位  | My Revolution                      | 渡辺美里         |
| 6位  | CHA-CHA-CHA                        | 石井明美         |
| 7位  | 君は1000%                          | 1986 OMEGA TRIBE |
| 8位  | スキップ・ビート                   | KUWATA BAND      |
| 9位  | ダンシング・ヒーロー               | 荻野目洋子       |
| 10位 | Song for U.S.A.                    | チェッカーズ     |
| 11位 | OH!! POPSTAR                       | チェッカーズ     |
| 12位 | 浪花盃                             | 五木ひろし       |
| 13位 | プルシアンブルーの肖像             | 安全地帯         |
| 14位 | ジプシー・クイーン                 | 中森明菜         |
| 15位 | MERRY X'MAS IN SUMMER              | KUWATA BAND      |
| 16位 | 悲しみよこんにちは                 | 斉藤由貴         |
| 17位 | Fin                                | 中森明菜         |
| 18位 | モーニングムーン                   | チャゲ&飛鳥      |
| 19位 | 1986年のマリリン                   | 本田美奈子       |
| 20位 | デカメロン伝説                     | 少年隊           |
| 21位 | 今夜はANGEL                        | 椎名恵           |
| 22位 | 熱き心に                           | 小林旭           |
| 23位 | Super Chance                       | 1986 OMEGA TRIBE |
| 24位 | ツイてるねノッてるね               | 中山美穂         |
| 25位 | 夜明けのMEW                        | 小泉今日子       |
| 26位 | さよならのオーシャン               | 杉山清貴         |
| 27位 | モノクローム・ヴィーナス           | 池田聡           |
| 28位 | 元気なブロークン・ハート           | C-C-B            |
| 29位 | NANA                               | チェッカーズ     |
| 30位 | Say Yes!                           | 菊池桃子         |
| 31位 | フレンズ                           | レベッカ         |
| 32位 | 冬のオペラグラス                   | 新田恵利         |
| 33位 | 風曜日、君をつれて                 | ALFEE            |
| 34位 | 色・ホワイトブレンド               | 中山美穂         |
| 35位 | 夢しずく                           | 五木ひろし       |
| 36位 | 空想Kiss                           | C-C-B            |
| 37位 | 歌謡曲                             | とんねるず       |
| 38位 | 不自然な君が好き                   | C-C-B            |
| 39位 | キャンドルの瞳                     | 吉川晃司         |
| 40位 | 六本木純情派                       | 荻野目洋子       |
| 41位 | ラズベリー・ドリーム               | レベッカ         |
| 42位 | くちびるNetwork                    | 岡田有希子       |
| 43位 | 夏色片想い                         | 菊池桃子         |
| 44位 | 青いスタスィオン                   | 河合その子       |
| 45位 | Friend                             | 安全地帯         |
| 46位 | SWEAT & TEARS                      | ALFEE            |
| 47位 | 恋におちて -Fall in love-          | 小林明子         |
| 48位 | ちょっとやそっとじゃCAN'T GET LOVE | 中村あゆみ       |
| 49位 | フラミンゴ in パラダイス           | 荻野目洋子       |
| 50位 | 最後のHoly Night                   | 杉山清貴         |

| #    | 曲名                              | 歌手                 |
| ---- | --------------------------------- | -------------------- |
| 1位  | 追憶                              | 五木ひろし           |
| 2位  | 命くれない                        | 瀬川瑛子             |
| 3位  | 君だけに                          | 少年隊               |
| 4位  | STAR LIGHT                        | 光GENJI              |
| 5位  | ろくなもんじゃねえ                | 長渕剛               |
| 6位  | 輝きながら…                       | 徳永英明             |
| 7位  | 難破船                            | 中森明菜             |
| 8位  | サマー・ドリーム                  | チューブ             |
| 9位  | 雪國                              | 吉幾三               |
| 10位 | 愚か者                            | 近藤真彦             |
| 11位 | 木枯しに抱かれて                  | 小泉今日子           |
| 12位 | 50/50                             | 中山美穂             |
| 13位 | I Love you, SAYONARA              | チェッカーズ         |
| 14位 | Get Wild                          | TM NETWORK           |
| 15位 | BLONDE                            | 中森明菜             |
| 16位 | WANDERER                          | チェッカーズ         |
| 17位 | Marionette                        | BOØWY                |
| 18位 | TANGO NOIR                        | 中森明菜             |
| 19位 | Stripe blue                       | 少年隊               |
| 20位 | Strawberry Time                   | 松田聖子             |
| 21位 | 北の旅人                          | 石原裕次郎           |
| 22位 | 楽園のDoor                        | 南野陽子             |
| 23位 | 愛しき日々                        | 堀内孝雄             |
| 24位 | 迷惑でしょうが…                   | とんねるず           |
| 25位 | 悲しい気持ち (JUST A MAN IN LOVE) | 桑田佳祐             |
| 26位 | サファイアの瞳                    | ALFEE                |
| 27位 | 水のルージュ                      | 小泉今日子           |
| 28位 | Oneway Generation                 | 本田美奈子           |
| 29位 | CATCH ME                          | 中山美穂             |
| 30位 | 話しかけたかった                  | 南野陽子             |
| 31位 | バラードのように眠れ              | 少年隊               |
| 32位 | 泣いてみりゃいいじゃん            | 近藤真彦             |
| 33位 | SHOW ME                           | 森川由加里           |
| 34位 | 派手!!!                           | 中山美穂             |
| 35位 | ないものねだりのI Want You        | C-C-B                |
| 36位 | 水の中のAnswer                    | 杉山清貴             |
| 37位 | じれったい                        | 安全地帯             |
| 38位 | I Don't Know!                     | BaBe                 |
| 39位 | さすらい                          | 近藤真彦             |
| 40位 | 男と女のラブゲーム                | 日野美歌・葵司朗     |
| 41位 | Smile Again                       | 小泉今日子           |
| 42位 | 無錫旅情                          | 尾形大作             |
| 43位 | 大きなお世話サマー                | とんねるず           |
| 44位 | ハートは戻らない                  | 早見優               |
| 45位 | WAKU WAKUさせて                   | 中山美穂             |
| 46位 | 君が通り過ぎたあとに              | ALFEE                |
| 47位 | 白夜 -byaku-ya-                   | ALFEE                |
| 48位 | MONOTONE BOY                      | レベッカ             |
| 49位 | Dance With You                    | チューブ             |
| 50位 | わかれ道                          | いしだあゆみ・渡哲也 |

| #    | 曲名                             | 歌手                 |
| ---- | -------------------------------- | -------------------- |
| 1位  | 抱きしめてTONIGHT                | 田原俊彦             |
| 2位  | パラダイス銀河                   | 光GENJI              |
| 3位  | 乾杯                             | 長渕剛               |
| 4位  | 人魚姫 mermaid                   | 中山美穂             |
| 5位  | Diamondハリケーン                | 光GENJI              |
| 6位  | MUGO・ん…色っぽい                | 工藤静香             |
| 7位  | DAYBREAK                         | 男闘呼組             |
| 8位  | ガラスの十代                     | 光GENJI              |
| 9位  | TATTOO                           | 中森明菜             |
| 10位 | C-Girl                           | 浅香唯               |
| 11位 | ANGEL                            | 氷室京介             |
| 12位 | You're My Only Shinin' Star      | 中山美穂             |
| 13位 | 剣の舞                           | 光GENJI              |
| 14位 | What's your name?                | 少年隊               |
| 15位 | ふたり                           | 少年隊               |
| 16位 | FU-JI-TSU                        | 工藤静香             |
| 17位 | You were mine                    | 久保田利伸           |
| 18位 | AL-MAUJ                          | 中森明菜             |
| 19位 | Beach Time                       | チューブ             |
| 20位 | とんぼ                           | 長渕剛               |
| 21位 | セシル                           | 浅香唯               |
| 22位 | いつか何処かで (I FEEL THE ECHO) | 桑田佳祐             |
| 23位 | みんなのうた                     | サザンオールスターズ |
| 24位 | SEVEN DAYS WAR                   | TM NETWORK           |
| 25位 | 港の五番町                       | 五木ひろし           |
| 26位 | 恋したっていいじゃない           | 渡辺美里             |
| 27位 | GET BACK IN LOVE                 | 山下達郎             |
| 28位 | かっこつかないね                 | 田原俊彦             |
| 29位 | 祝い酒                           | 坂本冬美             |
| 30位 | 想いで迷子                       | チョー・ヨンピル     |
| 31位 | Jim&Janeの伝説                   | チェッカーズ         |
| 32位 | 素直にI'm Sorry                  | チェッカーズ         |
| 33位 | AMBITIOUS                        | ハウンドドッグ       |
| 34位 | 最後の言い訳                     | 徳永英明             |
| 35位 | 吐息でネット                     | 南野陽子             |
| 36位 | 風のLONELY WAY                   | 杉山清貴             |
| 37位 | 彼女とTIP ON DUO                 | 今井美樹             |
| 38位 | ONLY LOVE                        | ハウンドドッグ       |
| 39位 | I MISSED "THE SHOCK"             | 中森明菜             |
| 40位 | あぁ、グッと                     | 近藤真彦             |
| 41位 | BEYOND THE TIME                  | TM NETWORK           |
| 42位 | はいからさんが通る               | 南野陽子             |
| 43位 | じれったいね                     | 少年隊               |
| 44位 | あなたを愛したい                 | 南野陽子             |
| 45位 | 秋からも、そばにいて             | 南野陽子             |
| 46位 | 悲しいね                         | 渡辺美里             |
| 47位 | Marrakech〜マラケッシュ〜        | 松田聖子             |
| 48位 | 僕の腕の中で                     | 杉山清貴             |
| 49位 | 旅立ちはフリージア               | 松田聖子             |
| 50位 | Made in Japan                    | 近藤真彦             |

### 第1位に関するデータ
- 第1回（1978年1月19日放送）に第1位になった曲 - UFO（ピンクレディー）
- 最高得点を獲得して第1位になった曲 - YOUNG MAN (Y.M.C.A.)（西城秀樹、2週連続の9999点）
- 最少得点で第1位になった曲 - 「最後のHoly Night」（杉山清貴、7559点）
- 最多連続第1位になった曲 - ルビーの指環（寺尾聰、12週連続）
- 最年長歌手で第1位を獲得した曲 - 雪國（吉幾三）
- 12年間を通じて第1位になった曲 - 長良川艶歌（五木ひろし）
- 第1位を最多獲得した歌手 - 中森明菜（69回）
- 最終回（1989年9月28日放送）に第1位になった曲 - 黄砂に吹かれて（工藤静香）
- 番組史上初の初登場第1位になった曲 - 白いパラソル（松田聖子）
- 前回からの最大ランク上昇で第1位になった曲 - DESIRE -情熱-（中森明菜、33位から32ランク上昇）
- 最高視聴率41.9%（ビデオリサーチ調べ、関東地区）の日（1981年9月17日放送）に第1位になった曲 - ハイスクールララバイ（イモ欽トリオ）

### 1988年の月間ベストテンで第1位になった曲
- 1月 - ガラスの十代（光GENJI）
- 2月 - ガラスの十代（光GENJI）
- 3月 - 乾杯（長渕剛）
- 4月 - パラダイス銀河（光GENJI）
- 5月 - パラダイス銀河（光GENJI）
- 6月 - 抱きしめてTONIGHT（田原俊彦）
- 7月 - Diamondハリケーン（光GENJI）
- 8月 - Diamondハリケーン（光GENJI）
- 9月 - 人魚姫 mermaid（中山美穂）
- 10月 - MUGO・ん…色っぽい（工藤静香）
- 11月 - 剣の舞（光GENJI）
- 12月 - とんぼ（長渕剛）

### 16週以上ベストテン入りした曲
- 第1位（24週） - みちのくひとり旅（山本譲二）
- 第2位（19週） - 倖せさがして（五木ひろし）・ルビーの指環（寺尾聰）
- 第4位（18週） - いとしのエリー（サザンオールスターズ）・長良川艶歌（五木ひろし）
- 第6位（17週） - おまえとふたり（五木ひろし）・ダンシング・オールナイト（もんた&ブラザーズ）・長い夜（松山千春）・恋におちて（小林明子）・愛が止まらない（Wink）
- 第11位（16週） - 銃爪（世良公則&ツイスト）・細雪（五木ひろし）

### 8週以上第1位を獲得した曲
- 第1位（12週） - ルビーの指環（寺尾聰）
- 第2位（10週） - 銃爪（世良公則&ツイスト）
- 第3位（9週）- YOUNG MAN (Y.M.C.A.)（西城秀樹）・ギンギラギンにさりげなく（近藤真彦）
- 第5位（8週）- 大都会（クリスタルキング）・ハイスクールララバイ（イモ欽トリオ）・セカンド・ラブ（中森明菜）・瞳はダイアモンド（松田聖子）・ジュリアに傷心（チェッカーズ）・ガラスの十代（光GENJI）

### 9800点以上で第1位を獲得した曲
- 第1位（9999点）- YOUNG MAN (Y.M.C.A.)（西城秀樹）
- 第2位（9966点）- UFO（ピンク・レディー）・星屑のステージ（チェッカーズ）
- 第4位（9965点）- パラダイス銀河（光GENJI）
- 第5位（9922点）- ハイスクールララバイ（イモ欽トリオ）
- 第6位（9898点）- ガラスの十代（光GENJI）
- 第7位（9882点）- ギンギラギンにさりげなく（近藤真彦）
- 第8位（9864点）- 太陽がいっぱい（光GENJI）
- 第9位（9862点）- 季節の中で（松山千春）
- 第10位（9849点）- 長い夜（松山千春）
- 第11位（9846点）- ルビーの指環（寺尾聰）
- 第12位（9839点）- セカンド・ラブ（中森明菜）
- 第13位（9832点）- Strawberry Time（松田聖子）・ジュリアに傷心（チェッカーズ）
- 第15位（9822点）- あの娘とスキャンダル（チェッカーズ）

### 100週以上ベストテン入りした歌手
同週2曲以上のランクインの場合1曲＝1週とカウント（公式本：別冊ザ・テレビジョン　ザ・ベストテンの「ランクイン総週数ランキング」データに準拠）
- 第1位 (全35曲)247週- 田原俊彦
- 第2位 (全25曲)224週- 松田聖子
- 第3位 (全23曲)223週- 中森明菜
- 第4位 (全28曲)211週- 近藤真彦
- 第5位 (全20曲)157週- チェッカーズ
- 第6位 (全22曲)155週- 西城秀樹
- 第7位 (全15曲)139週- 沢田研二
- 第8位 (全21曲)122週- 小泉今日子・(全12曲) 山口百恵
- 第10位 (全14曲)120週- サザンオールスターズ
- 第11位 (全15曲)105週- 郷ひろみ
- 第12位 (全14曲)104週- 中山美穂
- 200回到達第1号は松田聖子で、1985年7月4日に『ボーイの季節』で達成。松田聖子は2曲同時にランキングした回が6週ある。

### 10週以上第1位を獲得した歌手
- 第1位（69週）- 中森明菜
- 第2位（51週）- チェッカーズ
- 第3位（44週）- 松田聖子
- 第4位（40週）- 近藤真彦・光GENJI
- 第6位（25週）- 田原俊彦
- 第7位（24週）- 少年隊
- 第8位（18週）- 世良公則&ツイスト
- 第9位（14週）- サザンオールスターズ・工藤静香
- 第11位（13週）- 西城秀樹
- 第12位（12週）- 沢田研二・クリスタルキング・寺尾聰・安全地帯
- 第16位（11週）- 松山千春・長渕剛・Kuwata Band

### 3曲以上第1位を獲得した歌手
- 第1位（17曲）- 中森明菜
- 第2位（15曲）- 松田聖子
- 第3位（13曲）- 近藤真彦
- 第4位（11曲）- チェッカーズ
- 第5位（10曲）- 田原俊彦・少年隊
- 第7位（7曲）- 光GENJI
- 第8位（4曲）- 山口百恵・世良公則&ツイスト・サザンオールスターズ・小泉今日子・工藤静香
- 第13位（3曲）- 沢田研二・西城秀樹・安全地帯・アルフィー・長渕剛・男闘呼組・Wink

### 連続ランクイン歌手
- 第1位（37回）- 近藤真彦
- 第2位（36回）- ピンク・レディー・五木ひろし
- 第4位（30回）- 沢田研二
- 第5位（28回）- ゴダイゴ

### 初登場で第1位を獲得した歌手
- 松田聖子：白いパラソル(1981年8月13日)
- 中森明菜：北ウイング(1984年1月19日)、十戒 (1984)(1984年8月16日)、Desire(1986年2月20日)、TANGO NOIR(1987年2月19日)
- チェッカーズ：ジュリアに傷心(1984年12月6日)
- 少年隊：デカメロン伝説(1986年4月9日)、ダイヤモンド・アイズ(1986年7月24日)、バラードのように眠れ(1986年12月11日)、ABC(1987年11月26日)、まいったネ今夜(1989年7月6日)
- 菊池桃子：Say Yes!(1986年9月18日)
- 光GENJI：Diamondハリケーン(1988年7月7日)、剣の舞(1988年10月27日)
- 男闘呼組：秋(1989年1月19日)
- 田原俊彦：ごめんよ涙(1989年5月4日)

### ベストテン入りしながらも一度も出演しなかった歌手
石原裕次郎
「北の旅人」（1987年） - 本人の没後にレコード発売・ランクインしている。1987年8月27日にこの曲で初のベストテン入りとなり、スタジオで同年2月のレコーディングに関して紹介した時には、ミラーゲートのファンファーレとともに本人の写真パネルが登場した。また、事務所から送られた本人の署名が初登場のサイン帳に加えられた。テレビ初披露となったこの日の歌唱は、昭和55年の裕次郎の姿を映した映像をテイチクレコードが編集・制作した映像が流された。
内海和子
「蒼いメモリーズ」（1986年） - TBSとフジテレビ（石田班）の関係が悪化し、おニャン子クラブが出演拒否をしていたため、ソロでの出演はなかった。『歌のトップテン』には出演。
EPO
「う、ふ、ふ、ふ、」（1983年） - 資生堂の春のCMソング。同時期、資生堂がスポンサーの『夜のヒットスタジオ』には出演しこの曲を歌唱しているが、花王が提供している当番組と日本テレビ系『ザ・トップテン』には、出演していない。両番組とも表向きには「バックバンドのメンバーが揃わない」などの理由を説明していた。
大沢誉志幸
「そして僕は途方に暮れる」（1984年） - 非ランキング番組には出演。
尾崎豊
「核"CORE"」（1987年）、「太陽の破片」（1988年）- 1988年7月7日に出演しない理由のVTRを放送した。
オフコース
「さよなら」（1980年）、「Yes-No」（1980年）、「YES-YES-YES」（1982年。この曲がランクインした際、小田和正のみがレコーディングスタジオから中継でコメントを寄せた。）、「君が、嘘を、ついた」（1984年）
小林麻美
「雨音はショパンの調べ」（1984年） - 当時の所属事務所（田辺エージェンシー）が、女優としてのテレビ出演はするが歌手としてのテレビ出演をしない方針を取ったことや、「気休めは麻薬」という歌詞に放送上問題があり、当時のNHKが放送禁止曲（日本民間放送連盟の要注意歌謡曲指定制度とも異なるNHK独自の基準）として扱っていたことも影響した。
米米CLUB
「KOME KOME WAR」（1988年）
COMPLEX
「BE MY BABY」（1989年） - 吉川晃司はソロで頻繁に出演していた。
チューリップ
「虹とスニーカーの頃」（1979年）
中島みゆき
「わかれうた」（1978年）、「ひとり上手」（1980年）、「悪女」（1981年）、「誘惑」（1982年）、「横恋慕」（1982年） - 出演拒否の理由は、アーティストとしての活動方針と共に「かつて新人時代にTBSの別の音楽番組に出演した際に良くない扱いを受けた」ことが大きな原因とされている。ただし、1988年の豪華版で中島自身作詞の「MUGO・ん…色っぽい」で年間ベスト10入りした工藤静香に対し祝福の電話を入れており、これが自身唯一の同番組出演となった。
仲村トオル
「IT'S ALL RIGHT」（1988年） - 一条寺美奈とのデュエット「新宿純愛物語」で『歌のトップテン』には出演している。
ビーバップ少年少女合唱団（清水宏次朗、仲村トオル、宮崎ますみ）
「ビーバップパラダイス」（1986年） - 当初このユニットでの歌番組出演はしない方針と説明されていたが、『ミュージックステーション』・『歌のトップテン』には出演している。なお、清水はソロ歌手としては「Summer of 1985」でスポットライトへの出演経験がある。
氷室京介
「ANGEL」「DEAR ALGERNON」（1988年）、「SUMMER GAME」「MISTY〜微妙に〜」（1989年） - 1988年8月4日の初ランクイン時に番組に出演できない内容の手紙を送る。
藤井郁弥（現・藤井フミヤ）
「Mother's Touch」（1988年） - チェッカーズとしてはもちろん何度も出演しているが、グループ在籍中はソロでのテレビ出演はしない方針だったため、他の歌番組でも一切披露されなかった。
THE BLUE HEARTS
「TRAIN-TRAIN」（1989年）
BOØWY
「B・BLUE」（1986年） 「MARIONETTE」（1987年）
松任谷由実・小田和正・財津和夫
「今だから」（1985年） - テレビ出演の意向がなかったため。
美空ひばり
「川の流れのように」（1989年） - 本人の没後にランクインしている。1989年8月31日、「今週のスポットライト」コーナーで、生前のひばり自身が歌唱披露していた、1989年（昭和64年）1月4日にTBS放映の特別番組「春一番!熱唱美空ひばり ～いま誓い新たに燃える不死鳥全25曲!!～」からの映像を流していた。また、初登場のサインは上述の石原裕次郎と同じく生前の宣材写真に署名を加えたものが提供された。それから2週間後の9月14日に第10位へ唯一のランク、この日にも上記特番の動画を再放送する。なお、没後にベストテン入りした歌手は上述の石原裕次郎以来、2年振り2人目の出来事だった。
南こうせつ
「夢一夜」（1978年）
宮沢りえ
「DREAM RUSH」（1989年） - 最終回に、最後の初ベストテン入りとなったが欠席。『歌のトップテン』にも1度も出演は無かった。しかし、中山美穂出演の際にゲスト扱いで1度だけ出演した経験がある。
村下孝蔵
「初恋」（1983年） - 出演しなかったのは本人ではなくレコード会社の意向だったとされているが、実はランクイン当時重い肝臓病を患っていた事を後年公表。1983年の豪華版で年間ベスト10入りした際に、喜びの音声メッセージが流された。一方でディレクターの山田は、出演拒否の理由を「ベストテンのようなメジャー番組に出演することでファンが離れる」ことを本人が危惧したためとしている。
矢沢永吉
「時間よ止まれ」（1978年）、「YES MY LOVE」（1982年） -10位以内にランクインはしていないが、「THIS IS A SONG FOR COCA-COLA」（1980年）は曲名に商品名が直接表記されていたため、四要素ランキング発表時には「CMソング」と言い換えられ、テロップやランキングボードでは曲名にあたる部分に括弧が付き、「（CMソング）矢沢永吉」と表示された。この曲が総合ランキング11-20位にランクインしたであろう時期に、5週連続で11位以下のランキングがオンエア内で発表されなかった。「時間よ止まれ」がランクインしていた1978年当時、矢沢は「コンサートとレコードに賭けているので、1曲のために出演しても自分の全てを表現出来ない」ことが出演しない理由だということを当時の所属事務所「マッドキャップ」を通してコメントしている。
山下達郎
「GET BACK IN LOVE」（1988年） - 山下本人より「（意向により）出演はしないが、ランクインされたことに感謝したい」との手紙が番組宛に送られた。山下はランクインした週には番組宛に必ず手紙を送り、その都度番組内で紹介された。

### 出演状況に変化のあった歌手
番組初期によく出演したが、後半になると出演拒否に近かった歌手。1980年代後半になると出演拒否が目立つようになる。この番組だけに限らず、同じランキング形式の番組である『ザ・トップテン』『歌のトップテン』や、その他歌番組などでも似た現象が見られた。
おニャン子クラブ
1986年春頃から当時ブームのおニャン子クラブ、そのメンバーによるソロやユニットは毎回3組ほどランキングされていたのだが、徐々に出演辞退（拒否）が増え、1986年8月7日から1987年4月2日まではメンバー（グループ卒業後の出身者も含む）が一切出演しなくなった。対照的に、『歌のトップテン』にはスケジュールが許すかぎり、積極的に出演していた。
これは『ザ・ベストテン』側とおニャン子クラブを抱えるフジテレビ側とのランキングに関しての見解の相違が原因。おニャン子クラブとその母体であるフジテレビの番組『夕やけニャンニャン』が重視していたオリコンチャートでは、1986年にシングル1位を獲得した計46曲中、おニャン子クラブ関係が計30曲・全52週中の36週にも及んでいたが、同年中の番組では新田恵利の「冬のオペラグラス」が2位、「恋のロープをほどかないで」が2週連続で最高位3位を獲得した以外は、4位からその下のランキングがほとんどであった（『歌のトップテン』では2位まで行った曲が多く、全般的にベストテンよりも上位の傾向）。
『ザ・ベストテン』ではランキングを作成するにあたって、レコード売上の他に、ラジオリクエスト、有線、ハガキリクエストも要素としていたため、レコード売上に特化していたおニャン子関連の楽曲は、他の要素で上位を取ることが出来ずに下位に沈んだ。それに対してフジテレビプロデューサーだった石田弘は「わざわざコストをかけて歌わせるのは馬鹿馬鹿しい」として、1986年春頃から出演辞退が目立つようになった。ただし、同じく石田と関係が深かったとんねるずに対しては、あくまでも外部のタレントであることもあり、後述の通りランクインしても出演拒否も指示しなかった。
郷ひろみ
1978年の第1回目放送で「禁猟区」がランクイン。以降は楽曲がランクインする度に、スケジュールが許す限り積極的に出演していたが、1982年に「哀愁のカサブランカ」が10週連続『ザ・ベストテン』入りした際に、郷自ら「愛する自分の曲に順位付けをされたくない」という理由でランキング番組への出演辞退を宣言。この曲以降の1982年「哀しみの黒い瞳」、1983年「素敵にシンデレラ・コンプレックス」、1984年の「2億4千万の瞳」の3曲がオリコンではベストテン入りしたものの、『ザ・ベストテン』には3曲共10位以内にランキングされなかった。 この出演辞退の件については、後日放送された『中居正広の金曜日のスマたちへ』でのベストテン企画における郷本人への直接インタビューにおいて、本人の口から語られた。ただし、郷は久米の降板時に本番組側に手紙を送ってそれが本番組内でも紹介されている他、後年の復活特番にも出演している。
出演拒否を表明した当時、郷が所属するバーニングプロダクション関係者や同事務所と関連の深いフジテレビ系の『夜のヒットスタジオ』のスタッフの意向に従って出演拒否を表明したとする説も囁かれていたが、同じ系列の『8時だョ!全員集合』や『ミュージックフェア』（フジテレビ）など他の非ランキング形式の音楽番組では、いかにバラエティーの色が強い番組であっても率先して出演し、新曲を披露し続けていることから、純粋に郷自身や彼に近い関係者らの音楽に対する考え方の変化の現われとして出た発言と見る向きが現在では一般的となっている。郷の出演拒否は1980年代前半のことで、当時は大きな話題になった。
サザンオールスターズ
1978年から1984年まではランクインすればほぼ毎回出演していたが（1980年から1981年まではランクイン無し）、1985年頃からランクインされても徐々に出演回数は少なくなった（約3回程度披露したらあとは登場無し）。KUWATA BAND時代も同様であったが、「スキップ・ビート」「MERRY X'MAS IN SUMMER」を同時期にヒットさせた時には、ツアー時期と重なった事からスタジオ出演こそ1週のみだったが、中継には積極的に出演し計6週出演した。また、年末の豪華版（年間ランキング発表時）にもスタジオ出演している。 1989年にランキングされた最後のランクイン曲「さよならベイビー」は1度も披露されず、1988年8月25日にランクインした「みんなのうた」のVTR出演が最後になった。なお、最後の出演より約10年後となる1998年7月31日に『金曜テレビの星!サザン20周年緊急特番 バカさわぎの腰つき!!』にてサザンオールスターズのみが出演する「ザ・ベストテン」を再現。司会は久米宏と黒柳徹子を起用し、番組出演時の名迷場面集やトーク、当時を再現した番組セットをバックに「PARADISE」を披露した。また、サザンファンを公言するミュージシャン・お笑い芸人・タレントもひな壇ゲストに登場（岡本麗、スガシカオ、出川哲朗、爆笑問題、森雪之丞）。
杉山清貴（杉山清貴&オメガトライブを含む）、1986オメガトライブ、菊池桃子
1987年の半ばに当時の所属事務所（トライアングル・プロダクション）が提携関係だったバップ・日本テレビとの関係を優先したため、この時期は全く出演がなかった（同時期の日本テレビ『歌のトップテン』には出演していた）。1988年になると杉山は出演するようになり、菊池はラ・ムー、1986オメガトライブは改名したカルロス・トシキ&オメガトライブとして出演した。
杉山清貴は杉山清貴&オメガトライブ時代にも出場変化があり、「サイレンスがいっぱい」までは頻繁に出演していたが、ラストシングルとなった「ガラスのPALM TREE」のランクイン時は、解散前の最後のツアーへの出演を優先した為、生放送で杉山清貴によるコメントを放送した。結局、スタジオでの出演は一度も無く、1985年の最後の放送では既にバンドはツアーを終え解散していた為、解散コンサートの模様をVTR収録したものが放送された。
竹内まりや
1980年に「不思議なピーチパイ」が「今週のスポットライト」で初出演、その後も同曲がランクインされた時には、毎回ベストテンのスタジオ出演及び生中継で登場していた。しかし、1982年に山下達郎との結婚後は、家庭と育児に専念するという本人の意向により、ベストテン以外の音楽番組も含めて、テレビ出演は一切行なっていなかった。同番組の最終回放送となった1989年9月28日、竹内自身9年ぶりに「シングル・アゲイン」で8位にランキングされた際も、スタジオへの生出演はしなかった。ただし、黒柳との電話インタビューに応じており、同番組出演時の想い出や自身の近況等を報告している。
とんねるず
前述の石田弘と関係が深かった一方、おニャン子クラブとは異なり外部のタレントであったことから出演拒否はしなかったが、1988年10月より『ザ・ベストテン』と同時間帯にフジテレビで自らの冠番組『とんねるずのみなさんのおかげです』を開始したことで、本番組への配慮からシングル発売を控えたため、それ以降『ザ・ベストテン』終了まで出演することは無かった（とんねるずが次のシングルを発売したのは1990年8月。なお、その間はアルバムは2枚発売した）。なお、『とんねるずのみなさんのおかげです』は、放送開始直後から工藤静香やチェッカーズをゲスト出演させる事になる。
長渕剛
1987年「ろくなもんじゃねえ」以降は、1988年2月18日に「乾杯」が第8位に初ランクインしたときに登場し3月3日にも出演したがそれ以降は1988年12月1日の「とんぼ」まで出演拒否を続けた。この間に1曲ランクインしたが1度も披露されることはなく、最後のランクイン曲「激愛」も披露されなかった。長渕側は「乾杯」以降は、「ランキングされた曲が1位になったら、一度だけ出演する」という意向を示していたため、1位を獲得した「とんぼ」の時は、最初の一回だけ出演した（長渕が主演したTBSのドラマ『とんぼ』の主題歌でもあった）。その後復活特番には一切出演していない。
松田聖子
1985年4月18日の「天使のウィンク」まではほぼ毎回出演していたが、その後「ボーイの季節」のランクイン時は、神田正輝：神田沙也加と登場したこともあった。「旅立ちはフリージア」もランクインしたものの出演しなかった一方で、裏番組である『とんねるずのみなさんのおかげです』のレギュラー放送初回には出演した（フジテレビ開局30周年企画である「オリエント・エクスプレス '88」のイメージソングであった事も起因している）。
山口百恵
1980年2月21日の「愛染橋」まではランクインすればほぼ毎回登場していた。しかし、1980年3月7日に三浦友和との婚約と同時に芸能界引退を発表、次の「謝肉祭」のランクイン辺りから、休暇や映画ロケ等の理由で出演辞退が多くなる（欠席時にはVTR放送の対応などもあった）。その後「ロックンロール・ウィドウ」の時は中継で数回出演しただけで、スタジオ入りはしなかった。そして最後のランクイン曲となる「さよならの向う側」では、10位だった1980年9月25日の一度のみスタジオ出演してフルコーラスを歌ったが、これが山口の最後の『ザ・ベストテン』登場となった（その同日の1位は当時「ポスト百恵」と言われた松田聖子の『青い珊瑚礁』）。それから山口は同番組に一切出演せず、1980年10月15日をもって完全引退。なお、1980年11月19日リリースの「一恵」は最高位13位に留まり、ベストテン入りは成らなかった。

## ネット及び中継担当局
※系列は放送当時のもの。
※ステレオ放送の開始時期において特記のないものは、1981年3月26日に東京放送（TBSテレビ）において『ザ・ベストテン』のステレオ放送を開始した日と同日（テレビユー山形・テレビユー福島は開局と同時）。
| 放送対象地域          | 放送局         | 系列           | 備考 |
| --------------------- | -------------- | -------------- | --- |
| 関東広域圏            | 東京放送       | TBS系列        | 制作局 現：TBSテレビ 1981年3月26日からはステレオ音声での制作を開始（前述） |
| 北海道                | 北海道放送     | TBS系列        | ステレオ放送は札幌放送局エリアのみの実施 |
| 青森県                | 青森テレビ     | TBS系列        | 全期間モノラル放送（音声多重放送開始は1990年10月1日から） |
| 岩手県                | 岩手放送       | TBS系列        | 現：IBC岩手放送 秋田放送が中継参加ができない際の秋田県内の中継を担当した |
| 宮城県                | 東北放送       | TBS系列        | 放送当時TBS系列局のなかった山形県の中継も担当（テレビユー福島と分担） |
| 山形県                | テレビユー山形 | TBS系列        | サービス放送期間中にレギュラー最終回、本放送開始後に「さようならザ・ベストテン」を放送                                                                                         |
| 福島県                | 福島テレビ     | フジテレビ系列 | 1983年9月29日打ち切り 1983年3月まではTBS系列とのクロスネット局 1981年10月1日放送分からステレオ放送を実施                                                                       |
| 福島県                | テレビユー福島 | TBS系列        | 1983年12月8日から 放送当時TBS系列局のなかった山形県の中継も担当（東北放送と分担）                                                                                              |
| 山梨県                | テレビ山梨     | TBS系列        | |
| 長野県                | 信越放送       | TBS系列        | |
| 新潟県                | 新潟放送       | TBS系列        | |
| 静岡県                | 静岡放送       | TBS系列        | 1982年4月1日放送分からステレオ放送を実施 |
| 中京広域圏            | 中部日本放送   | TBS系列        | 現：CBCテレビ |
| 石川県                | 北陸放送       | TBS系列        | 放送当時TBS系列局のなかった富山県と現在も系列局のない福井県の一部の中継も担当                                                                                                  |
| 近畿広域圏            | 毎日放送       | TBS系列        | 現在もTBS系列局のない福井県の一部と徳島県の中継も担当 |
| 岡山県 →岡山県 香川県 | 山陽放送       | TBS系列        | 現：RSK山陽放送 1979年3月までの放送エリアは岡山県のみ 1979年4月より相互乗り入れに伴い香川県でも放送 南海放送が何らかの事情で中継出来ないときは代わりに愛媛県内の中継を担当した |
| 鳥取県 島根県         | 山陰放送       | TBS系列        | 全期間モノラル放送（ステレオ放送開始は1992年4月1日） |
| 広島県                | 中国放送       | TBS系列        | |
| 山口県                | テレビ山口     | TBS系列        | 1979年4月5日からネット開始 1987年9月まではフジテレビ系列とのクロスネット局 全期間モノラル放送（ステレオ放送開始は1989年12月21日）                                              |
| 愛媛県                | 南海放送       | 日本テレビ系列 | 「さよなら1983 ザ・ベストテン豪華版」を放送 愛媛県からの中継は系列外ながら裏送りで担当 番組ネット時はモノラル放送（ステレオ放送開始は1990年7月19日）                           |
| 高知県                | テレビ高知     | TBS系列        | 全期間モノラル放送（ステレオ放送開始は1992年4月1日） |
| 福岡県                | RKB毎日放送    | TBS系列        | 佐賀県の中継も担当 |
| 長崎県                | 長崎放送       | TBS系列        | |
| 熊本県                | 熊本放送       | TBS系列        | |
| 大分県                | 大分放送       | TBS系列        | 1989年7月20日放送分から最終回までステレオ放送を実施 |
| 宮崎県                | 宮崎放送       | TBS系列        | 全期間モノラル放送（ステレオ放送開始は1990年8月29日） |
| 鹿児島県              | 南日本放送     | TBS系列        | 1982年4月1日放送分からステレオ放送を実施 |
| 沖縄県                | 琉球放送       | TBS系列        | 1985年6月6日放送分からステレオ放送を実施 |

## スタッフ
- 制作：渡辺正文、青柳脩、今里照彦
- プロデューサー：弟子丸千一郎、久保嶋教生、山田修爾、斎藤薫
- 演出：弟子丸千一郎、山田修爾、久保嶋教生、石川眞実、遠藤環、宇都宮荘太郎
- ディレクター：滝本裕生、山田修爾、久保嶋教生、田代誠、五十嵐衛、石川真実、遠藤環、宇都宮荘太郎、高田卓哉、三田村泰宏、村上研介、大崎幹、小野寺廉
- 構成：長束利博、平井靖人、秋元康、吉田秀穂、下尾雅美、小山泰雄、まあくまさこ、森脇直樹
- テーマ曲：服部克久「ザ・ベストテンのテーマ」[注釈 67]、 長洲忠彦「前夜祭のテーマ」（前夜祭の1回限り披露された）
- 音楽：服部克久、長洲忠彦
- 企画協力：鬼沢慶一
- 美術デザイン：三原康博、飯田稔、橘野永、浦上憲司、西條実、金子俊彦、根本真一
- 美術制作：澤井義雄、吉田信雄、佐藤隆男、大倉文広、土屋佳宏
- アシスタントディレクター：鈴木豊久、海部正樹、横井直行、阿部龍二郎、吉田裕二、土屋純一 /  吉羽美弘、野村正浩、市原博行
- フロアディレクター：佐々木竜二、広瀬大五郎、唐牛道雄、吉羽美弘
- タイムキーパー：小南みどり、鈴木弘子

## 12年間の番組データ
- 黒柳徹子が番組で着用した衣裳の数：627枚（放送回数よりも多いのは豪華版などで2枚目に着替える為）
- 番組に寄せられた変わったプレゼント：現金（総額43万円）、パスポート、給与明細、学生証、グローブ、学生服など
- 番組に寄せられたリクエストはがきの数：1億枚（金額に換算すると40億円）
- 仕出し弁当の総数：10万1000人分（首都圏のみ）
- 警察に始末書を書いた枚数：18枚（首都圏のみ）
- 印刷した台本の総数：約20万390冊

## その他
当時の人気やゴシップなどの影響から、松田聖子と田原俊彦の関係には非常に注意が払われ、番組セットの待機席でも二人が隣り合わないように席を決めたほか、新聞でも二人の名前を並べて掲載しないよう配慮が行われていた。
番組制作費は年間で約1億円の赤字だった。番組自体は非常に高視聴率であり、スタッフの間では社長賞を期待する意見も度々上がってはいたが、当時の社長から「年間いくら赤字を出しているのか考えてから言え」と一喝されてしまったという。結局社長賞は番組10周年の際に「10年間お疲れ様」の名目で出されたのみであったとのこと。
『とんねるずのみなさんのおかげです』が開始して以降、楽屋では本番組よりも『おかげです』を視聴していた歌手がほとんどだったという。
黒柳が1980年 - 1983年までNHK『NHK紅白歌合戦』の紅組司会に起用されたのは、本番組の影響も大きかったとされる。
2013年、スタッフとして番組を支えてきた山田修爾が8月28日に、弟子丸千一郎が10月27日に相次いで他界した。
2020年6月、番組テーマ曲を作曲した服部克久が他界。2020年7月18日放送の『音楽の日』では、服部メドレーの一つとして、番組テーマ曲が演奏された。また、2020年12月30日放送の『第62回輝く!日本レコード大賞』でも番組テーマ曲が演奏された。

## 番組終了後（特番など）
1989年秋の放送終了後しばらくは、末期に提供していたスポンサーが夜10時枠に移行し、音楽番組『音楽派トゥギャザー』を開始したが、同年12月に打ち切りとなった。ただ、「ザ・ベストテン」は特番として度々復活している。
『思い出のベストテン』
1991年3月3日から1992年3月8日まで放送。不定期30分番組。ベストテンゆかりの歌手が毎回1組ゲスト出演し思い出を語る番組で、ゲストの「思い出の1曲」（自分以外のランクイン曲の中から挙げてもらっていた）を含めたランクイン曲のVTRを見るほか、エンディングにはゲストが最新曲1曲を熱唱。司会は追っかけマンだった生島ヒロシ、2代目司会者の小西博之、元フジテレビアナウンサーの長野智子。15回あった放送のうち、長野はすべての回で司会を担当。ゲストには、1991年3月3日(日)山本譲二、3月9日(土)南野陽子、3月16日(土)早見優、4月7日(日)西村知美、4月21日(日)光GENJI、5月12日(日)中森明菜、6月16日(日)原田真二、6月30日(日)Wink、8月25日(日)本田美奈子、10月6日(日)チェッカーズ、11月23日(土)鈴木雅之、1992年1月11日(土)世良公則、1月19日(日)酒井法子、1月26日(日)アルフィー、3月8日(日)関口誠人（元C-C-B） が出演した。基本的に関東地区のみの放送であったが、秋田放送（ABS、日本テレビ系列）やテレビユー山形（TUY）など関東地区以外の一部の地域でも放送されていた。また中国放送（RCC）の様に不定期での単発放送を行った局もある。
『今夜だけ!ご本家復活ザ・ベストテンスペシャル』
1991年10月2日放送。司会は山田邦子と長野智子。田原俊彦・松田聖子・細川たかし・中森明菜・小泉今日子・工藤静香・中山美穂・少年隊・チェッカーズ・光GENJIなどのゲストらが出演して、当時の新曲をそれぞれ披露した。また、黒柳や久米もVTRで登場している。
『総決算!ザ・ベストテン1991年末スペシャル』
1991年12月28日放送。再び山田と長野が司会を担当。小泉今日子・プリンセス プリンセス・槇原敬之・中山美穂・ZOO・LINDBERG・沢田知可子・楠瀬誠志郎・障子久美・森高千里・大事MANブラザーズバンド・SMAP・TUBE・KAN等のゲストが登場、同年のヒット曲を歌唱した。
『ザ・ベストテン同窓会』
1993年12月26日放送。2時間の生放送。ゲストに五木ひろし・西城秀樹・松田聖子(中継)・河合奈保子・柏原芳恵・近藤真彦・中森明菜・光GENJI(中継)・少年隊・DREAMS COME TRUE(中継)・香西かおりらが出演。ザ・ベストテンのセットを完全再現した最初の特番となった。
『ザ・ベストテン同窓会II』
1994年3月29日放送。ゲストに南野陽子・八神純子・世良公則（中継）・寺尾聰・C-C-B・荻野目洋子・ゴダイゴを迎えた。また、1979年12月13日放送分の映像がダイジェストで放送された。
『テレビの王様』の「ザ・ベストテン」特集
1994年放送。『ザ・ベストテン』のランキング集計は1994年当時も行われていることが明らかになる。1993年11月25日放送分と思われるランキングも映され1位は長渕剛の「RUN」。
『ザ・ベストテン復活版』
1995年4月4日放送。司会は黒柳徹子、中山秀征。松下賢次も進行役で登場。杉山清貴、西原俊次、高島信二（現・Being）らオメガトライブの元メンバーの面々および郷ひろみ（舞台期間中の為新歌舞伎座 (大阪)から中継で登場）、ピンク・レディー、Winkなどが出演。スポットライトに内田有紀とSMAP（ライブ中の為愛知県の名古屋レインボーホールから中継で登場）。この回をもって指揮者の長洲忠彦は、復活版への参加を辞退。
『ザ・ベストテン今夜だけの豪華版'97』
1997年12月28日放送。司会は黒柳徹子・KinKi Kids。ゲストに華原朋美、谷村新司、近藤真彦、T.M.Revolution、安室奈美恵、SPEED、工藤静香、荻野目洋子、GLAY、猿岩石、Le Coupleらが出演。1997年の年間ランキングも1位から3位までではあるが発表された。1997年の年間3位はLe Coupleの「ひだまりの詩」、2位はKinKi Kidsの「硝子の少年」、年間の1位は安室奈美恵の「CAN YOU CELEBRATE?」だった。なお、開催を翌年に控えた長野オリンピック会場からの中継で、萩本欽一が登場した。
『金曜テレビの星!サザン20周年緊急特番 バカさわぎの腰つき!!』
1998年7月31日放送。番組内で『ザ・ベストテン』を放送（サザンオールスターズは、スポットライトとして出演）。司会は、黒柳徹子と久米宏、ゲスト（サザンファン）は、爆笑問題、スガシカオ、森雪之丞、岡本麗、出川哲朗。コーナーは、名迷場面集・ライブ（「PARADISE」）・トーク。
『21世紀プロジェクト 年越し30時間生放送!!テレビのちから』
1998年12月30日放送。「とっておき映像永久保存版 20世紀名番組ベスト200」にて『ザ・ベストオブザ・ベストテン全12年栄光の奇跡』という1コーナーで放送され、1978年 - 1989年の主な曲紹介をした。20世紀名番組ベスト200では、番組最高視聴率の週に1位だったイモ欽トリオの映像が使われた。ナレーションは追っかけマンだった松宮一彦（松宮は翌年逝去）。
復刻版スペシャル
2000年から2004年までの12月30日に放送。ゲストがベストテン放映年の1978年 - 1989年および最近のヒット曲を歌うほか、ベストテンにまつわる秘密を検証する企画などで構成。司会は黒柳徹子と安住紳一郎。2000年は38時間特別番組『SAMBA・TV』で放送され、以後2001年より4年間、大型スペシャル番組『ザ・ベストテン（年度）』として放送。2003年までは午後7時からの4時間、2004年は午後9時からの2時間30分放送。復活版では久米もVTR出演していたが、2000年の中森明菜登場の時の激励の電話を最後に出演が無くなってしまった。
『中居正広の金曜日のスマたちへ』の波瀾万丈スペシャル
2005年9月30日放送。『ザ・ベストテン』特番のプロデュースをしている阿部龍二郎が手がけている番組『中居正広の金曜日のスマたちへ』の波瀾万丈スペシャルで、『ザ・ベストテン』番組を手がけていたプロデューサーの山田修爾（この日に定年退職）と『ザ・ベストテン』の歴史を振り返った。ゲストに黒柳徹子が出演し、安住の対談で久米宏もVTRで登場。この日の『金スマ』は特別にステレオ放送が実施された。
『ドリーム・プレス社』
2006年7月12日放送。番組内で「復活!ザ・ベストテン!」として復活。CM前にも提供クレジットテロップで「ザ・ベストテン」と「ドリーム・プレス社」のタイトルロゴを併記して表示し、放送当時の流れを忠実に再現。また、同番組が金曜日20時台に移動後の同年12月15日放送でも行われた。
『夏サカス2011〜笑顔の扉〜』
2011年7月 - 8月に行われたTBS主催の夏イベント。「ザ・ベストテンミュージアム」ブースが登場した。全603回のランキング一覧と記念写真約600枚を展示したほか、当時のスタジオセットが忠実に再現された。
『復活!ザ・ベストテン』
2019年7月12日21:00 - 22:54、BS-TBSで放送。2019年5月26日に中野サンプラザで開催された「ザ・ベストテンライブ2019」を中心に大阪・名古屋のライブの模様や懐かしの映像も放送された。司会は、友近・石井大裕（TBSアナウンサー）。出演者は、稲垣潤一、伊原六花、鬼龍院翔（ゴールデンボンバー）、斉藤由貴、島津亜矢、杉山清貴、世良公則、中村あゆみ、三浦祐太朗、水谷千重子、アカネキカク（登美丘高校ダンス部OG） ほか。

### 『中居正広の金曜日のスマたちへ』でのベストテン
2005年9月30日の『中居正広の金曜日のスマたちへ』の「ザ・ベストテンの真相」でのランキング。
- 第1位 西城秀樹「YOUNG MAN (Y.M.C.A.)」
  - 9999点を獲得
- 第2位 ピンク・レディー「UFO」
  - 同番組のスタジオに出演したことは覚えているが、あまりに忙しすぎたため「久米さん・黒柳さんに会ったことは覚えていない」と語った。
- 第3位 キャンディーズ「微笑がえし」
  - 解散した後であるにもかかわらずベスト10内にランクイン、メンバーの旅先である外国から国際電話で出演していた。なお当時は国際電話の通信事情が悪かったため、通話を確保するために出演するまでの間、番組スタッフが24時間を通して電話を切らずに話し続け、その電話代が数十万円もかかったという。
- 第4位 シャネルズ「ランナウェイ」
- 第5位 松山千春「季節の中で」
  - それまでテレビ出演を拒否していたが、視聴者からのリクエストが殺到して1位になったことと、プロデューサーの山田からの必死の説得で出演を承諾した。
- 第6位 小泉今日子「夜明けのMEW」
  - 宮崎放送からの中継。
- 第7位 松坂慶子「愛の水中花」
  - 北海道大学からの生中継で、人が集まり過ぎて脱出に苦労した。当時、北海道内で放送されていたHBCラジオの人気ローカル番組『ベストテンほっかいどう』のDJであったMr.デーブマンがHBC担当の追っかけマンとして登場していた。
- 第8位 郷ひろみ「マイレディー」
  - 5週連続1位であったが同曲のランキング発表直後の郷は、隣のスタジオでドラマ（家路〜ママ・ドント・クライ）の撮影中であったためにすぐに出演できなかった。数分後にようやく郷はスタジオに登場し、この時は通常の1.5倍ほどテンポを速くして、ぎりぎりワンコーラスを歌いきった。
- 第9位 大川栄策「さざんかの宿」
  - 『ザ・ベストテン』出演時は、実家が家具屋を営んでいるのにちなんで毎回タンスかつぎをしていた。
- 第10位 松田聖子「青い珊瑚礁」
  - 羽田空港に到着したジャンボ機のタラップ上から中継する際に、8位のランキング発表に時間を合わせるため、空港の管制室に直接電話して談判し協力を得て、滑走路を遠回りするなどして時間調整に苦労した[7]。
- 番外編1位 中居正広「ガラスの十代」※点数は0点
  - デビュー前の下積み時代に、光GENJIの「ガラスの十代」のバックダンサーとして中居が出演していた映像が披露された。

### CSでの再放送
| 放送回 | 本放送日       | 再放送日（初回） |
| ------ | -------------- | ---------------- |
| #60    | 1979年3月15日  | 2018年7月24日    |
| #63    | 1979年4月5日   | 2019年5月19日    |
| #152   | 1980年12月25日 | 2020年6月20日    |
| #221   | 1982年5月6日   | 2020年9月24日    |
| #133   | 1980年8月14日  | 2020年11月3日    |
| #259   | 1983年1月27日  | 2021年1月24日    |
| #88    | 1979年9月27日  | 2021年3月21日    |
| #328   | 1984年5月24日  | 2021年5月23日    |
| #101   | 1979年12月27日 | 2021年7月18日    |
| #24    | 1978年6月29日  | 2021年9月18日    |
| #80    | 1979年8月2日   | 2021年11月7日    |
| #354   | 1984年11月22日 | 2022年1月23日    |
| #109   | 1980年2月28日  | 2022年3月20日    |
| #34    | 1978年9月7日   | 2022年5月29日    |
| #485   | 1987年6月18日  | 2022年8月14日    |
| #456   | 1986年11月20日 | 2022年11月27日   |

2018年（平成30年）7月24日、CS放送・TBSチャンネル2において、同年5月16日に逝去した西城秀樹（63歳没）の追善企画「追悼 西城秀樹」の一環として、西城の「YOUNG MAN (Y.M.C.A.)」が初の第1位を獲得した1979年3月15日放送回（第60回）が特別放送された（21:00 - 22:00）。ザ・ベストテンがCSで再放送されたのはこれが初。また、番組本編終了後に黒柳出演の特別映像が放送され、西城の思い出を語った。また、この回は8月5日の15:00 - 16:00にも放送された。
2019年5月19日には2度目となる再放送として、西城秀樹の一周忌追善「西城秀樹特集」 の一環として、西城の「YOUNG MAN (Y.M.C.A.)」が第1位、番組最高得点となる9999点を獲得した1979年4月5日放送回（第63回）が特別放送された（21:00 - 21:43）。続けて番組終了後にTBSチャンネルオリジナルのインタビュー番組『テレビがくれた夢』からプロデューサーの山田修爾が出演した回（2013年制作） が放送された。
2020年（令和2年）6月より、概ね2ヶ月に1回のペースで再放送を行っている。再放送は順不同で、肖像権や映像の権利関係等の都合でオープニングの四要素のランキングの背景や20位から11位の映像などはオーケストラセットや回転するレコードの画像に差し替えられ、一部の出演アーティストも同じ理由で出演部分や歌唱前のトークがカットされている（権利問題をクリアし出演部分が放送されているアーティストもいる）。
また、カットされた当該歌手はソファに座る姿にもモザイク処理がされている。CSでの放送にあたり、黒柳と出演アーティストによる対談企画も合わせて放送している。

## 関連CD・映像ソフト

### CD
- ザ・ベストテン 1978-79（ソニー・ミュージックダイレクト 2009年4月22日発売 2,500円 MHCL 1500）
- ザ・ベストテン 1980-81（ユニバーサル ミュージック 2009年4月22日発売 2,500円 UICZ-8052）
- ザ・ベストテン 1982-83（ビクターエンタテインメント 2009年4月22日発売 2,500円 VICL-63297）
- ザ・ベストテン 1984-85（ポニーキャニオン 2009年4月22日発売 2,500円 POCA-02894）
- ザ・ベストテン 1986-87（ポニーキャニオン 2010年6月23日発売 2,500円 POCA-03049）
- ザ・ベストテン 1988-89（ユニバーサル ミュージック 2010年6月23日発売 2,500円 UICZ-8071）
- ザ・ベストテン 歌謡曲編  1978-85（コロムビアミュージックエンタテインメント 2009年4月22日発売 2,500円 COCP-35547）
- ザ・ベストテン 歌謡曲編2  1978-89（コロムビアミュージックエンタテインメント 2010年6月23日発売 2,500円 COCP-36227）
- ザ・ベストテン スポットライト編（ソニー・ミュージックダイレクト 2009年4月22日発売 2,500円 MHCL 1501）
- ザ・ベストテン スポットライト編2（ソニー・ミュージックダイレクト 2010年6月23日発売 2,500円 MHCL 1619）
- ザ・ベストテン リクエスト編（ビクターエンタテインメント 2010年6月23日発売 2,500円 VICL-63405）
- ザ・ベストテンレゲエ（OCTAVE 2011年11月2日発売 2,200円）※週間ランキング第1位獲得曲の中から選曲された、レゲエ・アレンジによるカバー・アルバム。

### DVD
- ザ・ベストテン&「ある日ィ突然」complete edition 2000（THE ALFEE、2000年12月21日発売）
  - アルフィーの出演した映像を収録。VHSもある。発売当時、『COUNT DOWN TV』で紹介された。
- ザ・ベストテン 山口百恵 完全保存版 DVD BOX（山口百恵、2009年12月16日発売）
  - 山口百恵のランクイン・出演した全122回からミラーゲートの登場シーン、トーク、歌の映像を7時間収録。発売当時、黒柳司会の『徹子の部屋』で、さよならの向こう側のシーンが放送された。（ゲストは、阿木燿子）
- ザ・ベストテン チェッカーズ -永久保存版-（チェッカーズ、2011年3月16日発売）
  - 1984年から1989年にランクインした全20曲、トーク等を収録した5枚組。
- ゴールデン・デイズ（本田美奈子.、2011年10月26日発売）
  - 「ザ・ベストテン」から15回分＋他の番組15回分を収録。
- ザ・ベストテン 中森明菜 プレミアムBOX（中森明菜、2012年3月28日発売）
  - 1982年から1989年にランクインした22曲の映像をまとめたDVD-BOX5枚組。YouTubeにて、映像が公開された。
- キャンディーズ メモリーズ FOR FREEDOM（キャンディーズ、2015年11月4日発売）
  - 1978年にランクインした2曲を収録。
- 河合奈保子 DVD-BOX「NAOKO ETERNAL SONGS」（河合奈保子、2020年12月23日発売）
  - 「ザ・ベストテン」、「8時だョ！全員集合」、「たのきん全力投球！」など1980年から1988年のまでのTBS番組、113回分の放送から全27曲の歌唱映像を収録。
- 沢田研二 DVD-BOX「TBS PREMIUM COLLECTION」（沢田研二、2021年4月28日発売）（amass（DVD-BOX『沢田研二 TBS PREMIUM COLLECTION』の新たなトレーラー映像「ザ・ベストテン」編公開） 2021年4月12日閲覧）
  - DISC4「inザ・ベストテンI」（約76分）、DISC5「inザ・ベストテンII」（約72分）と2枚にザ・ベストテンの映像が収録されている。他には、「8時だョ!全員集合」、「セブンスターショー」、「輝く!日本レコード大賞」などTBSで歌唱したシーンを収録。　YouTubeで4つの映像が公開されている。（「ザ・ベストテン編」、「セブンスターショー編」、「8時だョ!全員集合編」、「DVD-BOX 告知映像」）
- デビュー50周年記念7枚組DVD BOX「THE 50 HIDEKI SAIJO song of memories」（西城秀樹、2022年3月25日発売）（otonano PORTAL2023年6月27日閲覧） 
  - DISC3「inザ・ベストテンI」、DISC4「inザ・ベストテンII」と2枚にザ・ベストテンの映像が収録されている。他には、「8時だョ!全員集合I、II」、「セブンスターショー」、「SPECIAL TV SHOW（TBSの番組で歌うシーンを多数収録）」となっている。 YouTubeで6つの映像が公開されている。（「ザ・ベストテン編I、II」、「8時だョ!全員集合編I、II」、「セブンスターショー編」、「SPECIAL TV SHOW」）
- 南野陽子 ザ・ベストテン Collection（南野陽子、2024年6月26日発売）
  - Blu-ray Disc 3枚組。「ザ・ベストテン」から63回分＋他の番組6回分を収録。
- 岩崎宏美 DVD-BOX 50th TBS Special Collection（岩崎宏美、2025年3月5日発売）（TBS SHOPPING（岩崎宏美 50th TBS Special Collection／DVD-BOX） 2025年3月10日閲覧）
  - DVD6枚組。 Disc2（inザ・ベストテン）（約85分）にザ・ベストテンの映像が収録されている。他には、「8時だョ!全員集合」、「ロッテ歌のアルバム」、「サウンド・イン“S”」、「BS-TBS」、「日本レコード大賞」となっている。
- 中山美穂『ザ・ベストテン』永久保存版」（中山美穂、2025年3月19日に発売予定）
  - Blu-ray Disc 5枚組。「ザ・ベストテン」歌唱シーンを中心に90年代の楽曲も含めたヒストリーDiscも収録。

### その他
- 吉川晃司「KISSに撃たれて眠りたい」（1993年2月） - PVにザ・ベストテンのシーンが映っている（350回記念の岡山公開放送など）。

### 放送ライブラリー
神奈川県横浜市にある放送ライブラリーでは、以下の番組が視聴可能である。
- 「ザ・ベストテン」（1986年10月30日放送）[62]
- 「ザ・ベストテン2003」（2003年12月30日放送）[63]

## 同時期に放送された音楽番組

### TBSテレビ
- ロッテ 歌のアルバム
- サウンド・イン"S"（現在はBS-TBSにて放送）
- キラリ☆熱熱CLUB（深夜）
- 流行歌酒場（深夜） - 演歌・歌謡曲のみ

### テレビ（TBS以外）
- レッツゴーヤング（NHK総合）
- NHK歌謡ホール→NHK歌謡ステージ（NHK総合）
- トップテンシリーズ（日本テレビ） - 1969年から1990年まで日本テレビの月曜20時枠で放送された音楽番組シリーズ。
  - NTV紅白歌のベストテン - 『NHK紅白歌合戦』の雰囲気をそのまま毎週茶の間に届けるとのコンセプトでスタート。日本テレビでその後続く『トップテン』シリーズの礎を築いた。
  - ザ・トップテン - 1969年より12年近く続いた『紅白歌のベストテン』が『ザ・ベストテン』人気を背景として完全チャート形式番組にリニューアルする形で1981年にスタート。5年間続いた後、1986年春に『歌のトップテン』に改称。
  - 歌のトップテン - 『ザ・トップテン』に続き放送。『ザ・ベストテン』終了から半年後に終了し、これによりトップテンシリーズの歴史は幕を閉じた。
- 夜のヒットスタジオ（フジテレビ） - 1970年代末から1980年代にかけて『ザ・ベストテン』と共に音楽番組の「両雄」として君臨。ランキング形式ではなく、歌や歌手の個性に焦点を当て、海外アーティストや女優・男優などをも網羅する総合音楽番組としてベストテン番組主流の中でも異なるカラーを打ち出した。歌のないインストルメンタルのFUSIONバンドも出演している。『ザ・ベストテン』終了から1年後に終了し、音楽番組は冬の時代を迎える。
- ビッグベストテン（フジテレビ） - 『夜のヒットスタジオ』のスタッフを中心として金曜20時枠で放送。しかし、二番煎じの線が否めず半年足らず(約5ヶ月)で終了した。
- 夢のビッグスタジオ（テレビ朝日） - 『ザ・ベストテン』後の木曜22時枠で放送した、『夜のヒットスタジオ』形式の歌番組。司会は、『ザ・ベストテン』で久米の代理司会を担当した事があるタモリと西田敏行となった。ところが、第1回終了直後に西田が「スケジュールが合わない」のを理由に降板を表明（西田は過去、『ザ・ベストテン』の代理司会を「スケジュール」を理由に辞退したことがある）。仕方なく西田のコーナーは別撮りとし、2・3週女優を西田の代理にした後、当時局アナウンサーだった古舘伊知郎を後任にさせたが、かえって視聴率を悪くさせてしまい、6回でプロデューサーの皇達也が降板し、タモリ・古舘・西田も後追い降板して、番組は8回で打ち切りとなった（ラスト2回は、佐々木正洋と南美希子が代行した）。その後、古舘はフリー後に『夜のヒットスタジオ』の司会を担当、タモリも『ミュージックステーション』の司会を担当し、双方とも人気となる。また、西田はしばらく歌番組の司会をしなかったが、2008年に『誰も知らない泣ける歌』の司会を担当した。
- ザ・ベストヒット'83（テレビ朝日） - 『ビッグベストテン』と同じく模倣番組の一つ。赤坂プリンスホテルの「クリスタルホール」を会場とした公開生中継で、生放送・フルバンドで全体の雰囲気をディナーショー風に仕立てていた。
- ミュージックステーション（テレビ朝日） - ザ・ベストヒット'83の放送終了から3年後の1986年10月に放送開始した唯一現存するゴールデンタイムの生放送の音楽番組。
- ザ・ヤングベストテン（テレビ東京） - アイドル系の楽曲のみランクインした。

### ラジオ
- 全国歌謡ベストテン（文化放送） - 1962年から35年間にわたって放送された邦楽専門音楽番組。電話リクエスト、はがきリクエスト、レコード売上、選定委員会順位の4要素で決定されるランキング形式は、『ザ・ベストテン』に大きな影響を与えた。
- コーセー化粧品 歌謡ベスト10（FM東京） - 毎週土曜午後1時より放送。宮川泰が司会を担当していた。
- 森田公一の青春ベストテン（TBSラジオ） - 1977年4月から1989年3月まで12年にわたって放送されていた音楽ランキング番組。
- ザ・ヒットパレード 毎日がベストテン（TBSラジオ） - 小川哲哉がDJを担当、ランクインゲストを生電話で繋ぎ絶妙な語りで人気に、平日帯で放送されていた。
- ハロー!ベストテン（TBSラジオ） - 日曜午後に放送されていた音楽ランキング番組。松宮が担当していた。

## パロディ
- オレたちひょうきん族 「ひょうきんベストテン」
- ダウンタウンのごっつええ感じ （コント「ごっつええベストテン」）
- めちゃ×2イケてるッ!（「ザ・ヤマモトテン」というコーナーがあった）
  - FNS27時間テレビ18 めちゃ2オキてるッ! 楽しくなければテレビじゃないじゃ〜ん!!（コーナー「早朝芸人のど自慢 ザ・ココイチテン」[注釈 76]）
- とんねるずのみなさんのおかげですシリーズ
  - とんねるずのみなさんのおかげです「怪人何でもザ・ベストテン」（「さよならザ・ベストテン」放送当日に放送された一周年スペシャルで放送。仮面ノリダーに登場した怪人ランキングを発表）
  - とんねるずのみなさんのおかげでした「ムダ・ベストテン」（黒柳徹子は「水中ヨガ」で1位にランクされ、出演した）
- ダウンタウンのガキの使いやあらへんで!!（「ハイテンション ザ・ベストテン」という不定期コーナーがある）
- リチャードホール（下衆ヤバ夫（山崎弘也）で、「ザ・ゲストテン」を放送したとされる）
- AKBINGO!「ザ・AKBEST10」
- おねだりマスカットDX!「織井・ベストテン」
- '80アニメーション ザ・ベストテン（1980年に東映系で公開された映画。本家で黒柳の扮装をした児島美ゆきと久米の代理を担当したタモリが司会役）
- 連続テレビ小説 あまちゃん「夜のベストヒットテン」（鈴鹿ひろ美＜演：薬師丸ひろ子＞が「潮騒のメモリー」をヒットさせていた頃の時代に放送された本番組（と『夜のヒットスタジオ』）のパロディで、黒柳と久米をイメージしたと思われる司会者を清水ミチコと糸井重里が扮し、本番組のスタイルやセット＜くす玉はなし＞をそのまま模して放送された。2013年9月27日放送の『中居正広の金曜日のスマたちへスペシャル』では逆にこの「夜のベストヒットテン」をイメージした再現映像が流された）
- シルシルミシルさんデー「ザ・パスコテン」（Pascoの人気菓子パンランキング、司会は肥後克広（ダチョウ倶楽部）、友近、試食ゲストは渡辺美奈代、浅香唯、田中星児。）
- SKE48の世界征服女子 season2（企画「ザ・かわいいベストテン」と「ザ・岐阜ベストテン」を放送）
- ピエール瀧のしょんないTV（企画「玉露に合う物 ザ・ベストテン」でパタパタを自作、以降も同フォーマットの企画を不定期に放送）
- 妖怪ウォッチ「妖怪ベストテン」（過去にアニメに出演した妖怪の中から『いつもそばにいてもらいたい妖怪』ランキングを放送した）
- 土曜ドラマトットてれび 第7話（最終話）「徹子、森繁を叱る」の回のエンディングに登場。黒柳本人[注釈 77]が、かつて同番組で着用した衣裳を纏い出演。同ドラマに黒柳役で主演の満島ひかり、黒柳の子役時代を演じた藤澤遥の3人が揃って登場し、3世代による「ザ・ベストテン」の再現が行われた。
- ソフトバンクのY!mobileブランド「Y!mobileザ・ ベストテン」（2016年9月から放送のCM）
- 関ジャニ∞クロニクル「クロニクル ザ・ベストテン」
- 逃げるは恥だが役に立つ（第7話[64]。当番組で実際に使用され、現在もTBS局内に保存されているセットで収録された（ただし、スタジオは無人であり、ランキングはこのドラマに登場する平匡の名言集が掲げられ、1位歌手がスタジオに訪れた時に行われたくす玉割りのセレモニーも再現された[65]・[66]。）
- 絶対に笑ってはいけない科学博士24時（「驚いてはベストテン」を放送。第1位の「なんでやねんねん」（歌：浜田ばみゅばみゅ）ではM1号が登場。）
- マツコの知らない世界（2020年4月28日放送「昭和ポップスの世界」の回で「聴くだけで盛り上がる!昭和イントロ ・ベストテン」を紹介した際、得点ボードが使用された[67]。第1位はジュディ・オングの「魅せられて」であった。）
- AKB48チーム8のKANTO白書 バッチこーい!（2020年7月12日放送の企画「ザ・バッチテン」、メンバーそれぞれがランキング形式で夏歌を披露。）
- ノギザカスキッツ ACT2「ザ・スキッツテン」、（久米と黒柳をイメージした人物が司会を行い、メンバーが架空の歌手やグループに扮してオリジナル曲を披露。CGによるランキングボードには実在の歌手や楽曲も表示される。）
- ハマダ歌謡祭★オオカミ少年「マイク争奪!ヒット曲ザ・ベストテン」（当該項で詳述。当番組に出演した経験のある歌手を「ベテランチーム」に随時迎えているほか、他のクイズ企画でも当番組のアーカイブ映像を随時活用している）